# 美術史美術館
美術史美術館（びじゅつしびじゅつかん、独: Kunsthistorisches Museum）は、オーストリア・ウィーンにある美術館。美術史博物館（びじゅつしはくぶつかん）とも呼ばれる。古代から19世紀に至るヨーロッパ各地の美術品を収蔵している。自然史博物館と対になる施設として建てられ、1891年に開館。現在は組織上ウィーン大学の一部局である。ルネサンスとバロックを中心とする絵画コレクションはヨーロッパ屈指の質と量を誇り、多数の傑作が所蔵されている。

## 沿革
コレクションの起源はマクシミリアン1世まで遡ると言われ、以降、歴代君主の収集品が追加され、1659年には世界初の収蔵品の図版入りカタログも製作された。
美術館自体はフランツ・ヨーゼフ1世の命により、1872年から建設が始まった。建築にはゴットフリート・ゼンパーが1876年まで、その後を引き継いでカール・ハーゼナウア (Karl Hasenauer) が当たり、1881年に完成した（ウィーンの観光局資料によれば完工を1891年としている）。
2012年ごろ改装のために一時閉鎖されていたものの、2013年3月に再オープンした。

## 建物
様式はネオ・ルネサンス様式。建物は主に3フロアから構成され、中間階（1階）に絵画が展示されている。1階の下に位置する0.5階では古代エジプト・古代ギリシア・古代ローマの彫刻等が展示され、上に位置する2階では貨幣コレクションが展示されるなど、博物館としての側面を持ち合わせている。展示室の数は50近い。美術館入り口の柱頭は0.5階からドーリア式、イオニア式、コリント式と並ぶ。

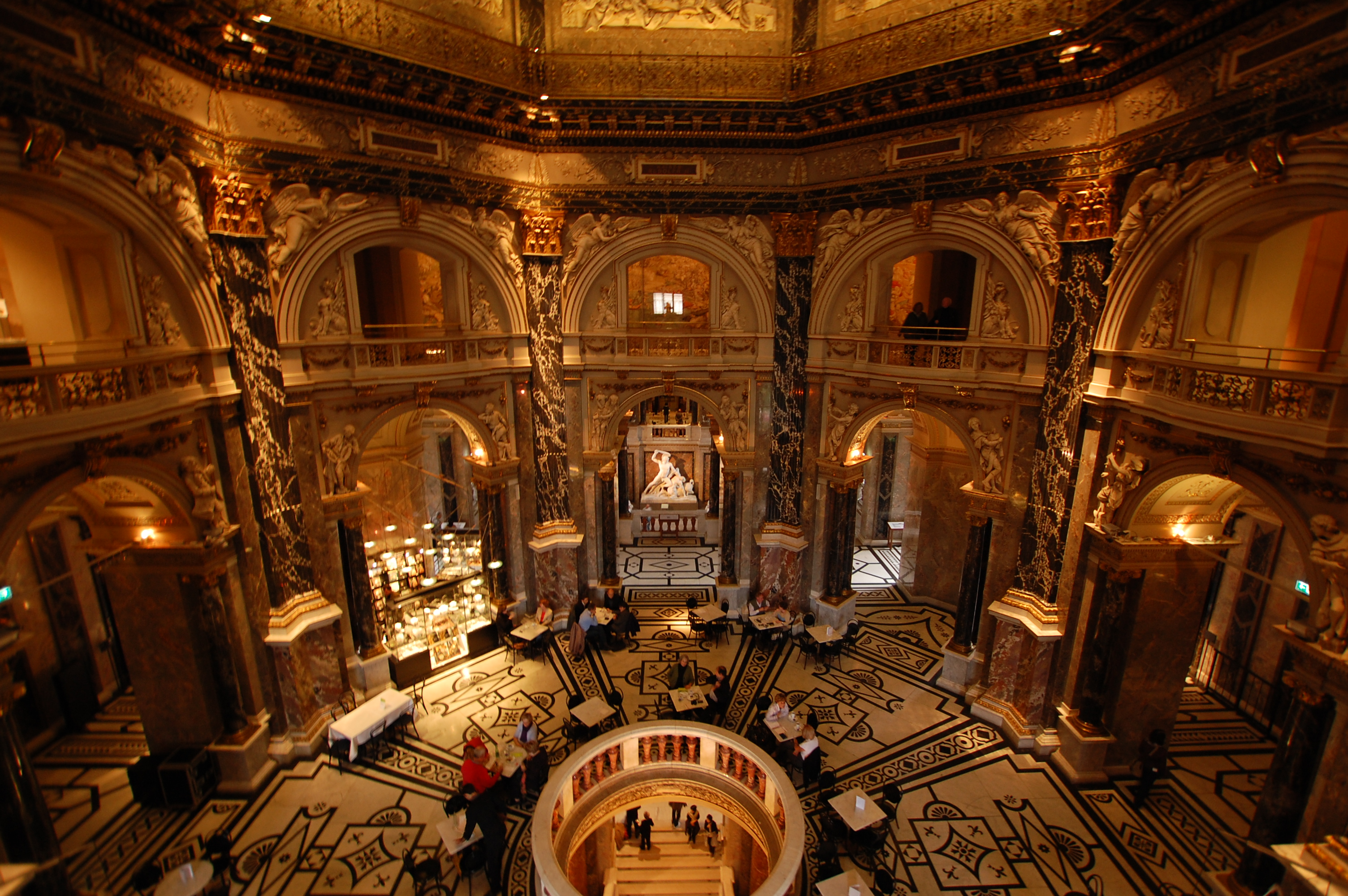
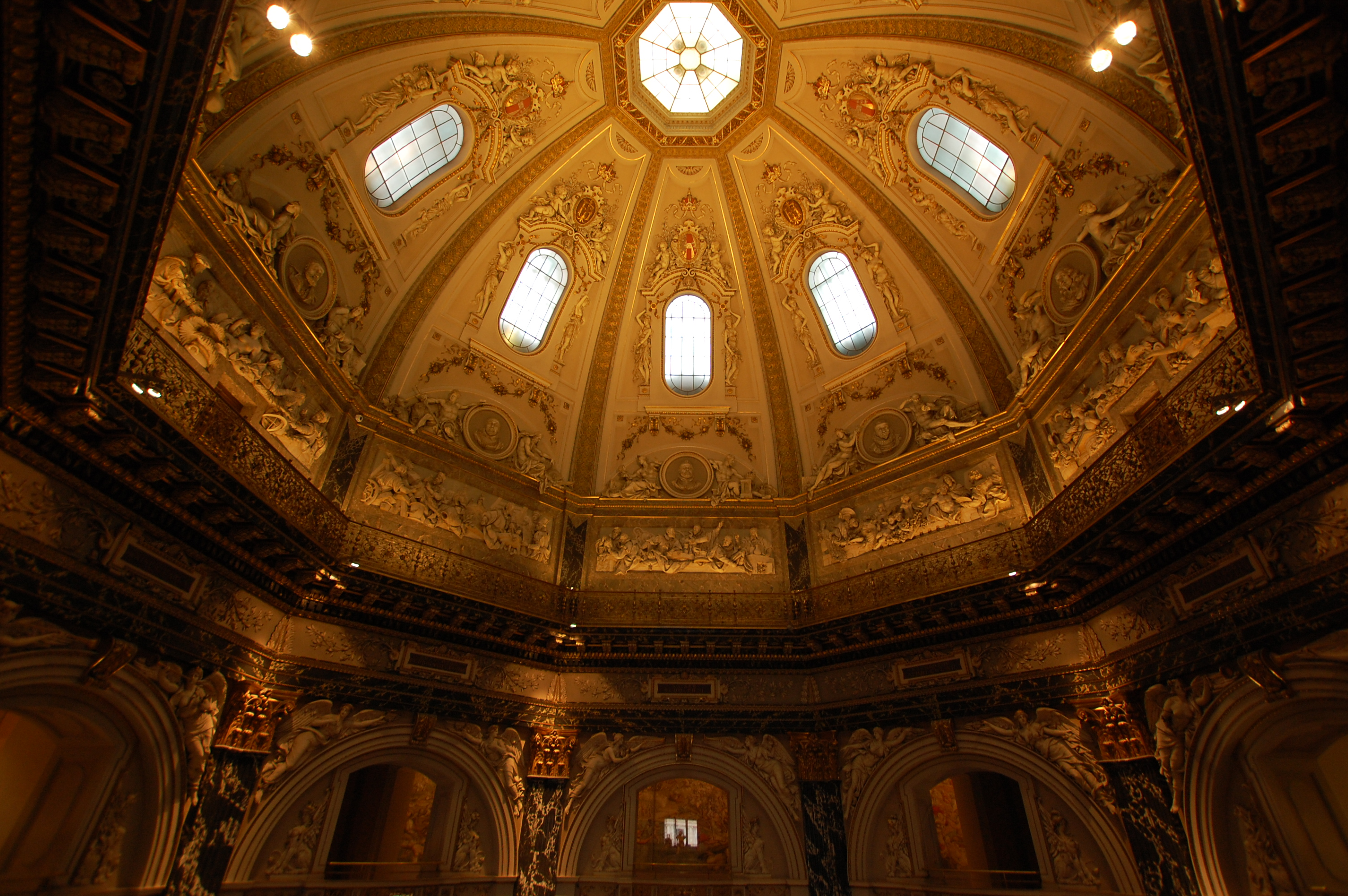
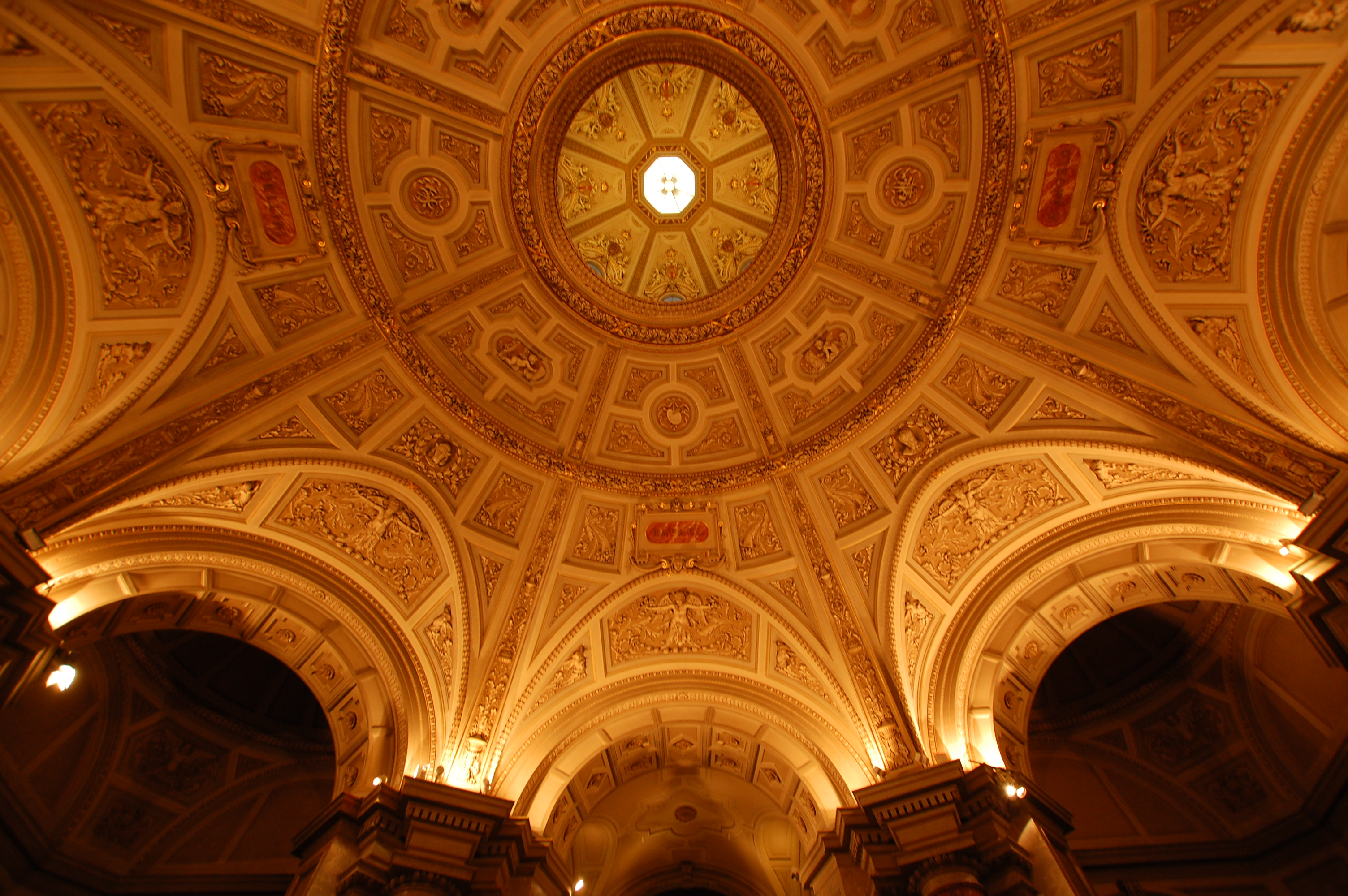
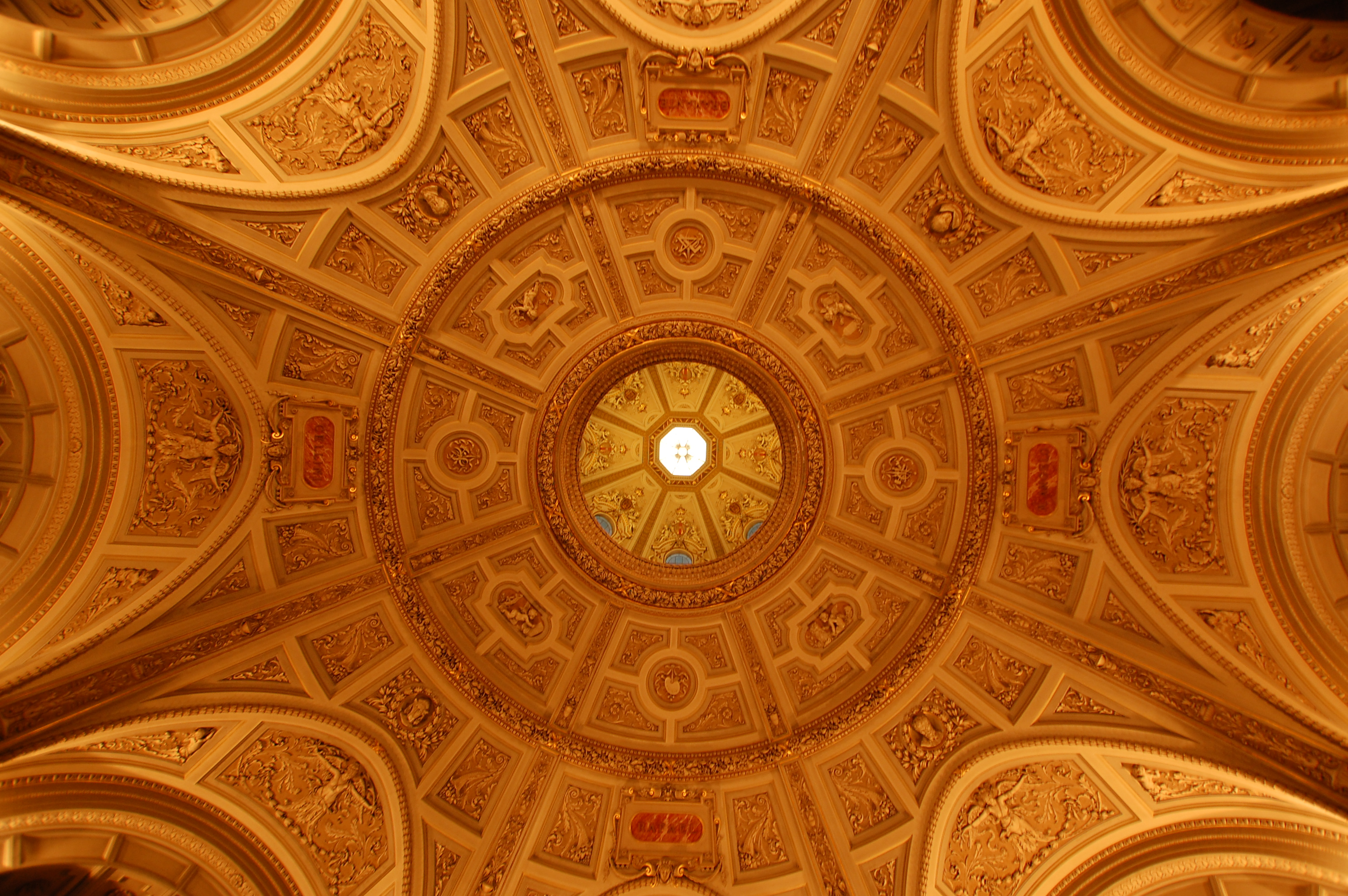
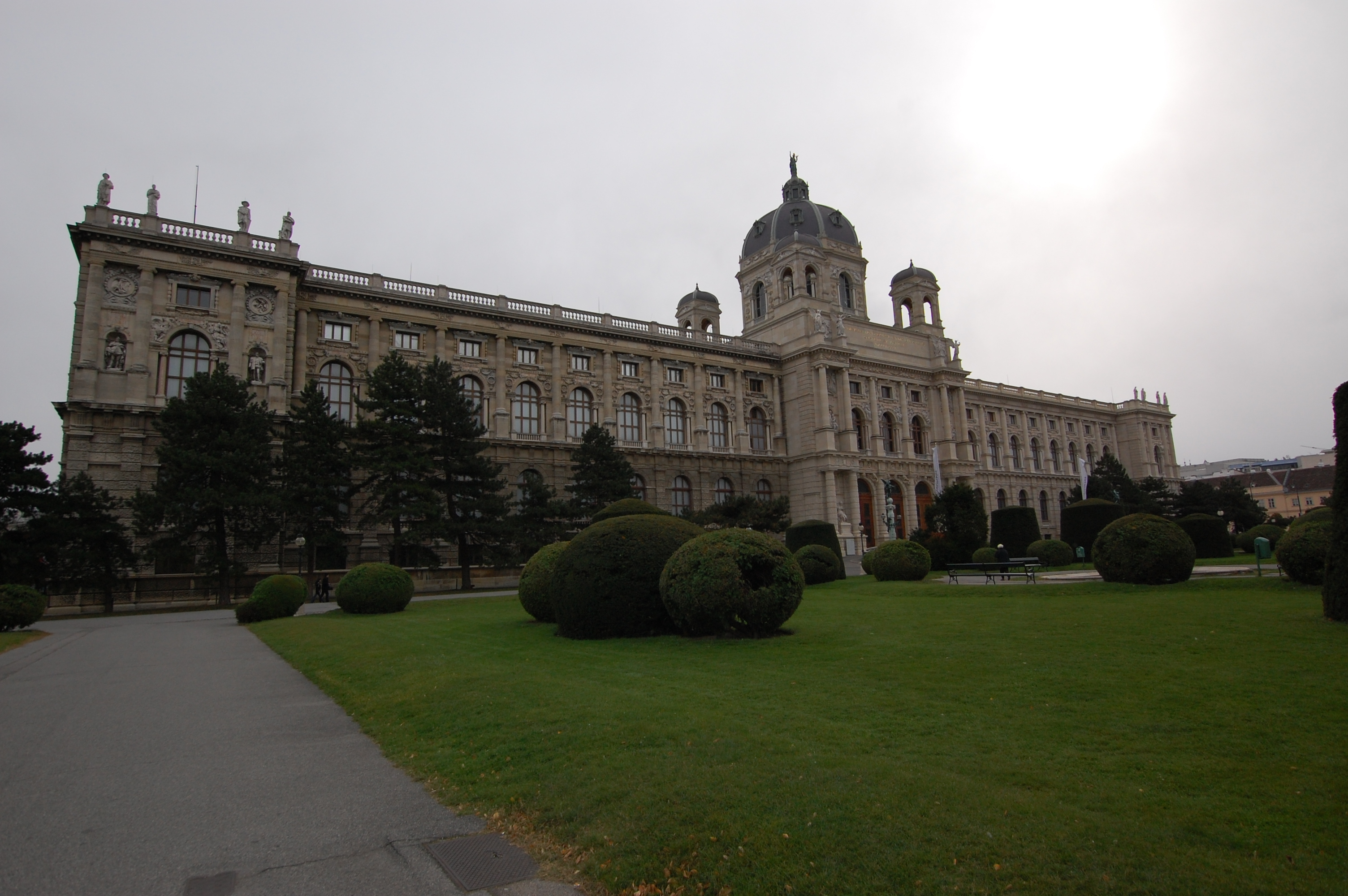
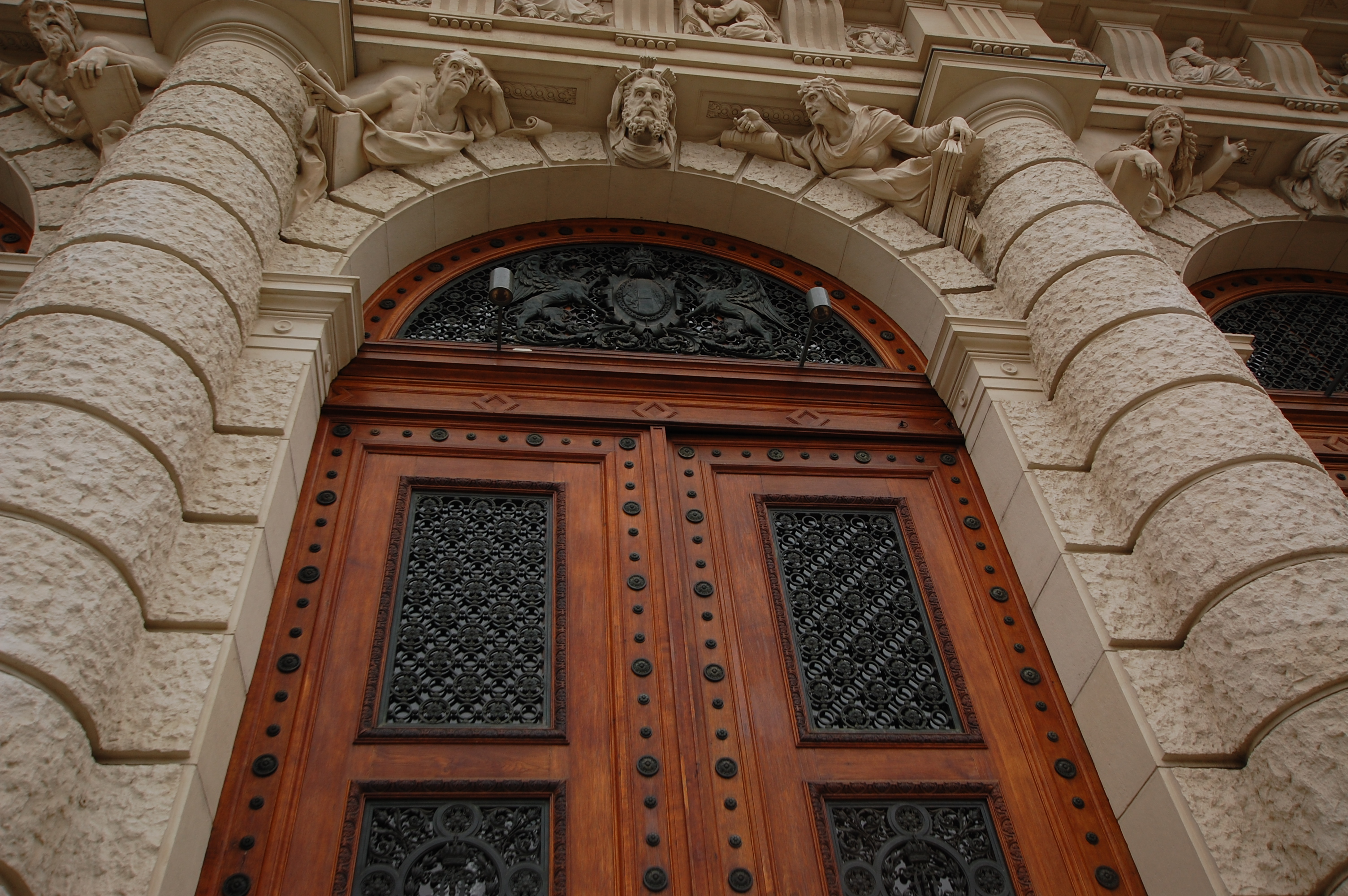

## 主な収蔵品
中間階に展示されている絵画コレクションは、特にオーストリア・ハプスブルク家が支配した神聖ローマ帝国と歴史的関係の深かったイタリア、フランドル、ドイツのルネサンス・バロック絵画の収集が傑出している。このコレクションの礎を築いたのは、ルドルフ２世である。叔父であったスペイン・ハプスブルク家のフェリペ２世の宮廷で少年時代を過ごし、スペイン王室の膨大な絵画コレクションに触れたルドルフ２世は、ウィーンで神聖ローマ皇帝として即位してから絵画収集に熱心になったのである。さらにウィーン（後にプラハ）のハプスブルク家宮廷に招聘されていたバルトロメウス・スプランヘル、アルチンボルドらに数々の作品を描かせた。また１７世紀にスペイン・ハプスブルク家領であったネーデルラント総督になったレオポルド・ヴィルヘルム大公は、イタリアとフランドル絵画の大コレクションを作り上げた。中でも大公は、英国王チャールズ１世の処刑後に売りに出されたコレクションのうちヴェネツィア派の名作を手に入れた。
イタリア絵画は、初期ルネサンス期のものは少ないが、盛期ルネサンス、マニエリスム、バロックの著名な画家の作品を中心に多数の名作が集まっている。『三人の哲学者』などが所蔵されているジョルジョーネを初め、ジョヴァンニ・ベリーニ、ティツィアーノ、ティントレット、ヴェロネーゼら１６世紀ヴェネツィア派の収集は特に名高いが、ほかにもマンテーニャ、アントネロ・ダ・メッシーナ、ペルジーノ、ラファエロ、アンドレア・デル・サルト、コレッジョ、パルミジャニーノ、ブロンズィーノ、アルチンボルド、カラヴァッジョ、ジョヴァンニ・バッティスタ・ティエポロ、ベルナルド・ベロットらの傑作が知られている。
美術館は、１５世紀から１７世紀フランドル絵画の収集でも世界的に知られている。とりわけ１２点を数えるピーテル・ブリューゲルの作品数は世界最大であり、『子供の遊戯』、『雪中の狩人』などの傑作が1室に集められている。ルーベンスの作品も約４０点あり、世界有数のコレクションとして特筆に値する。そのほか、ヤン・ファン・エイク、ロヒール・ファン・デル・ウェイデン、メムリンク、フーゴー・ファン・デル・グース、ヘールトヘン・トット・シント・ヤンス、ヒエロニムス・ボス、ヨアヒム・パティニール、アンソニー・ヴァン・ダイクらの数々の傑作・名作がある。
ドイツは神聖ローマ帝国領であったので、ドイツのルネサンス絵画は、多数の傑作がオーストリア・ハプスブルク家の宮廷に入った。巨匠アルブレヒト・デュ―ラーの作品は、『皇帝マクシミリアン1世の肖像』、『一万人のキリスト教徒の殉教』など画家を理解するうえで欠かせない、きわめて充実した収集である。加えて、クラナッハの『選帝侯フリードリヒ賢明公のシカ狩り』、『ホロフェルネスの首を持つユディト』を初め、ハンス・バルドゥング、ハンス・ホルバイン、アルトドルファーなど主要な画家は、すべて代表的な作品が収蔵されている。
１７世紀のオランダ絵画は数は多くないが、代表的な画家の名品が揃っている。中でもヨハネス・フェルメールの『絵画芸術』は、画家の代表作としてあまねく知られている。ほかに『自画像』を含むレンブラントの優れた肖像画の収集や、フランス・ハルス、ヤン・ステーン、ヘラルト・テル・ボルフらの名品もある。
スペイン絵画も数多くはないが、１７世紀末までスペインが神聖ローマ帝国と同じハプスブルク家の統治下にあり、婚姻関係が続いていた関係で、ディエゴ・ベラスケスを初めとする肖像画家の作品がマドリードからウイーンの宮廷に送られた。お見合い写真代わりに送られた一連の『マルガリータ王女』の肖像や『皇太子フェリペ・プロスペロの肖像』などは傑出しており、見逃せない。
フランスと神聖ローマ帝国との数世紀にわたる敵対関係を反映して、フランス絵画はごく少ないがプッサンの名作がある。
Category:美術史美術館の所蔵品も参照

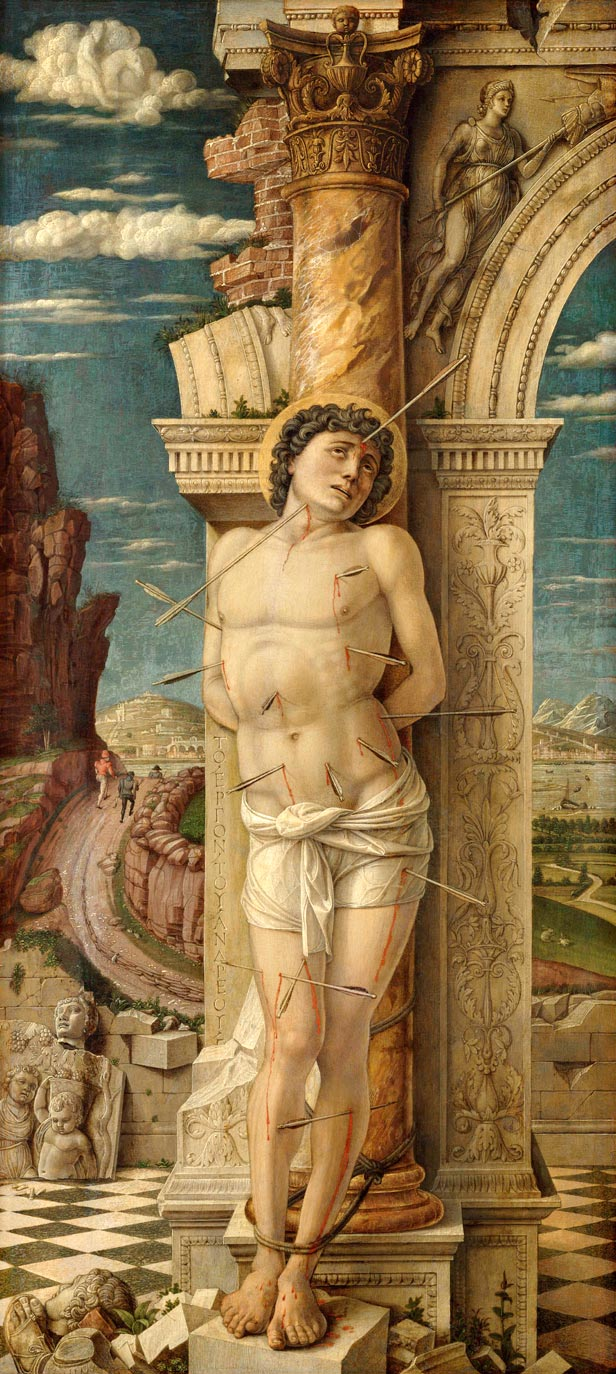
アンドレア・マンテーニャ 『聖セバスティアヌス』(1456-1459年)
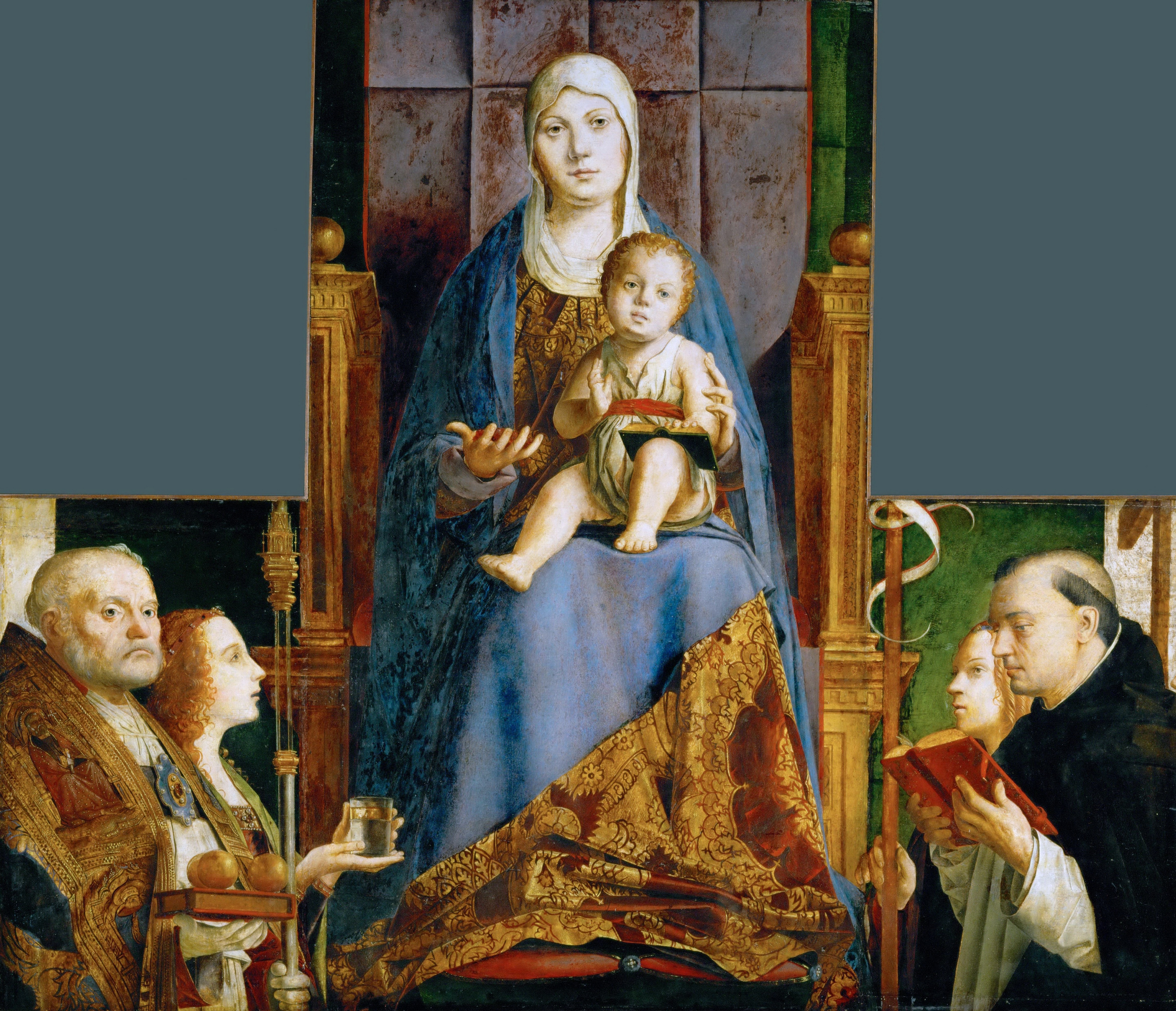
アントネロ・ダ・メッシーナ 『サン・カッシアーノ祭壇画』(1475-1476年)
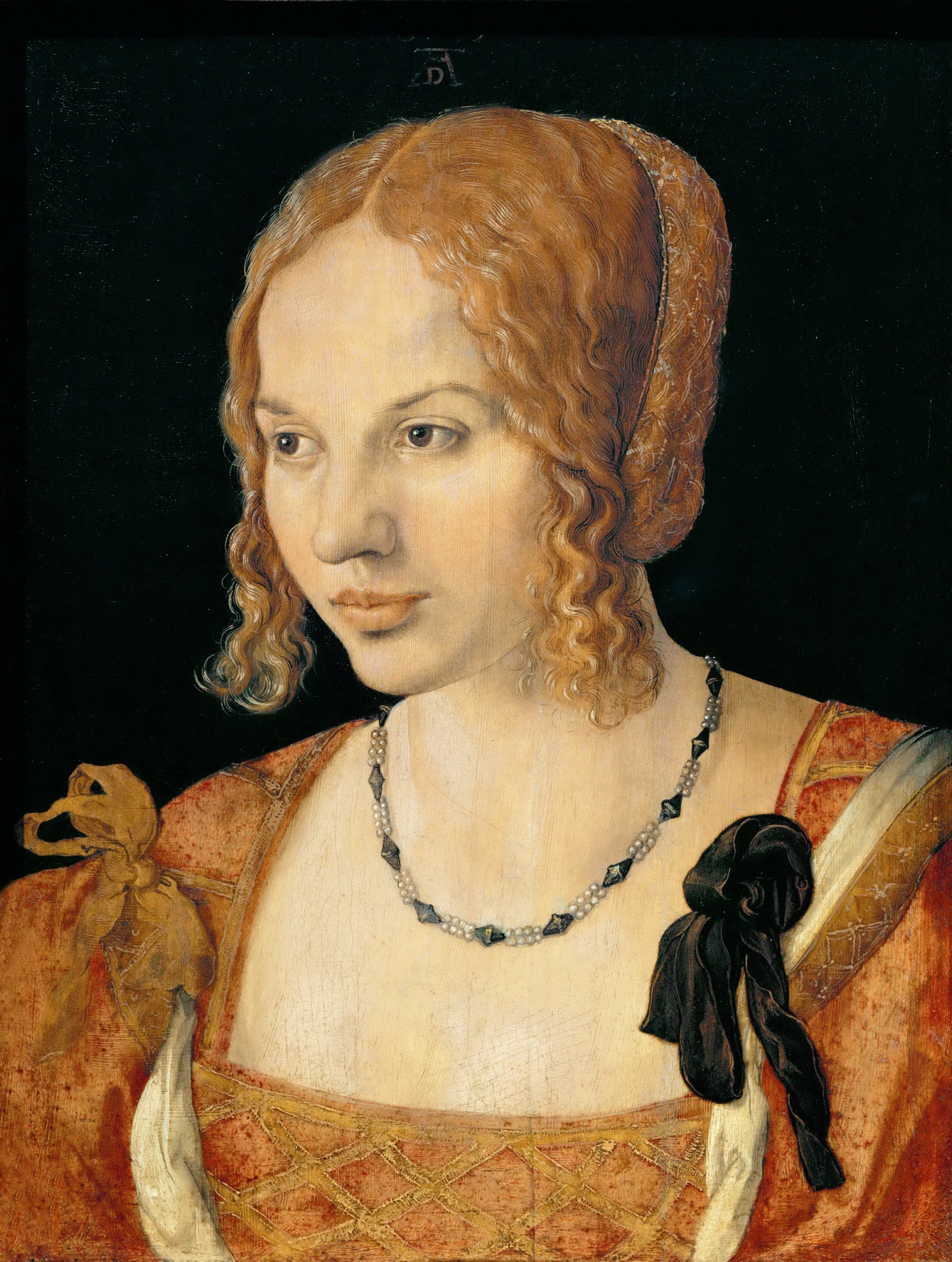
アルブレヒト・デューラー 『若いヴェネツィアの女性の肖像』 (1505)
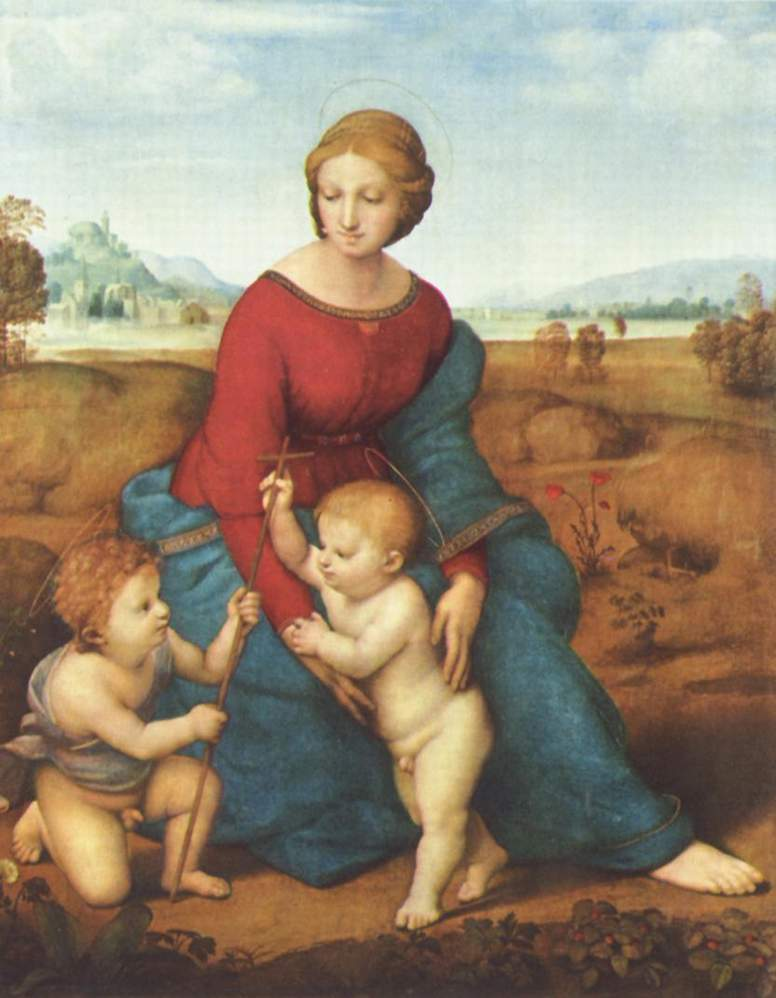
ラファエロ・サンティ 『牧場の聖母』(1506)
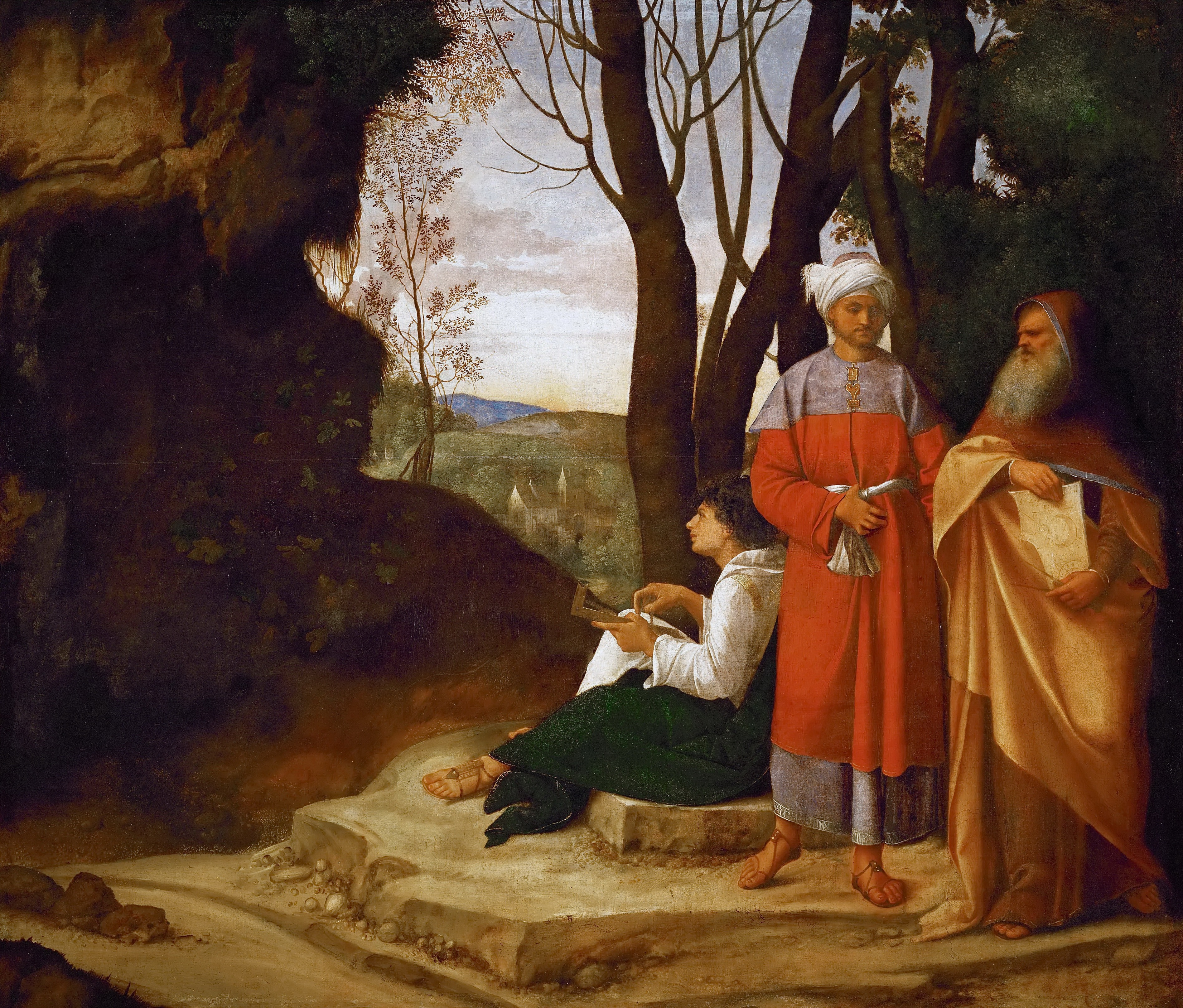
ジョルジョーネ『三人の哲学者』(1510年ごろ)
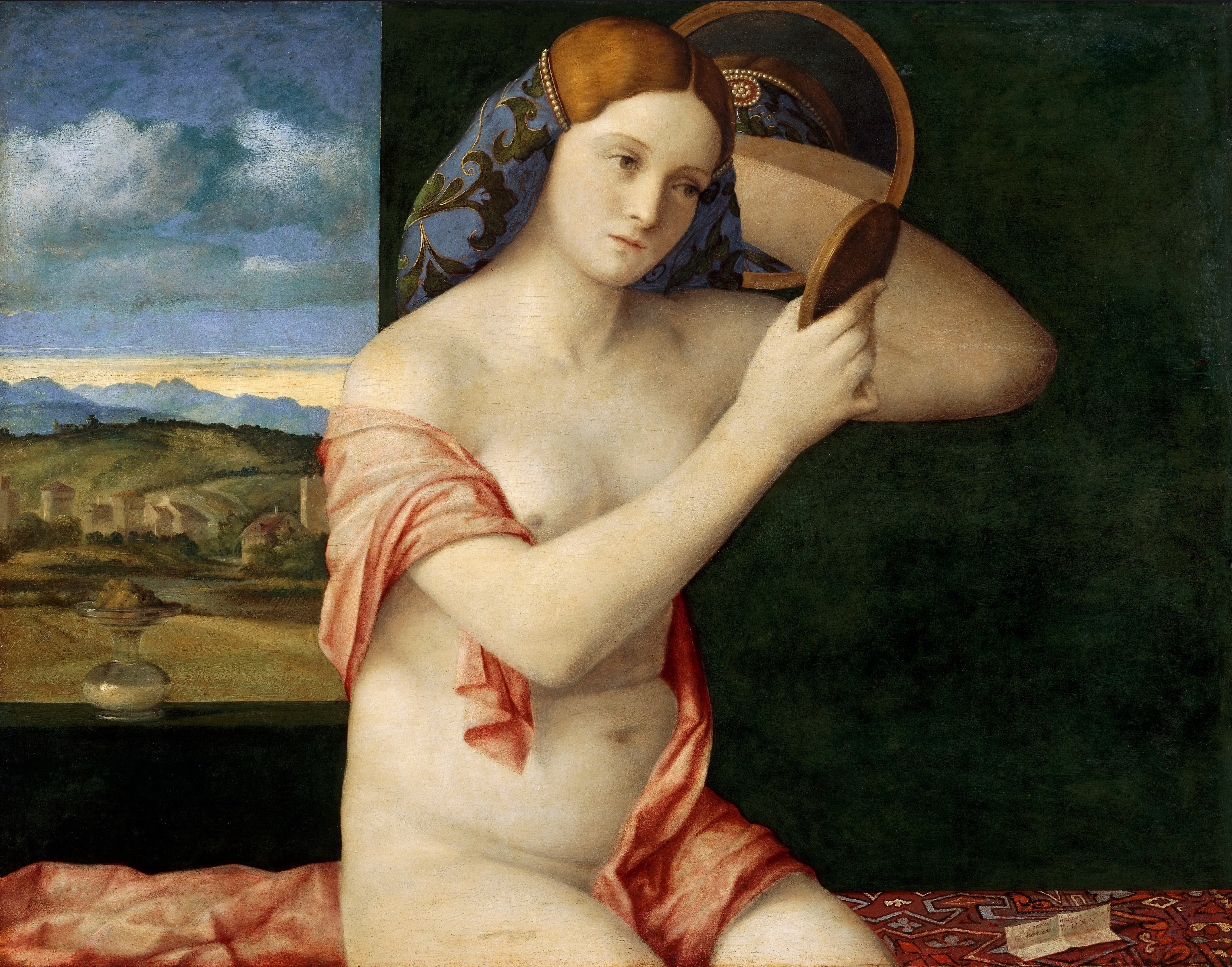
ジョヴァンニ・ベッリーニ『鏡の前の裸の若い女性』(1515年)
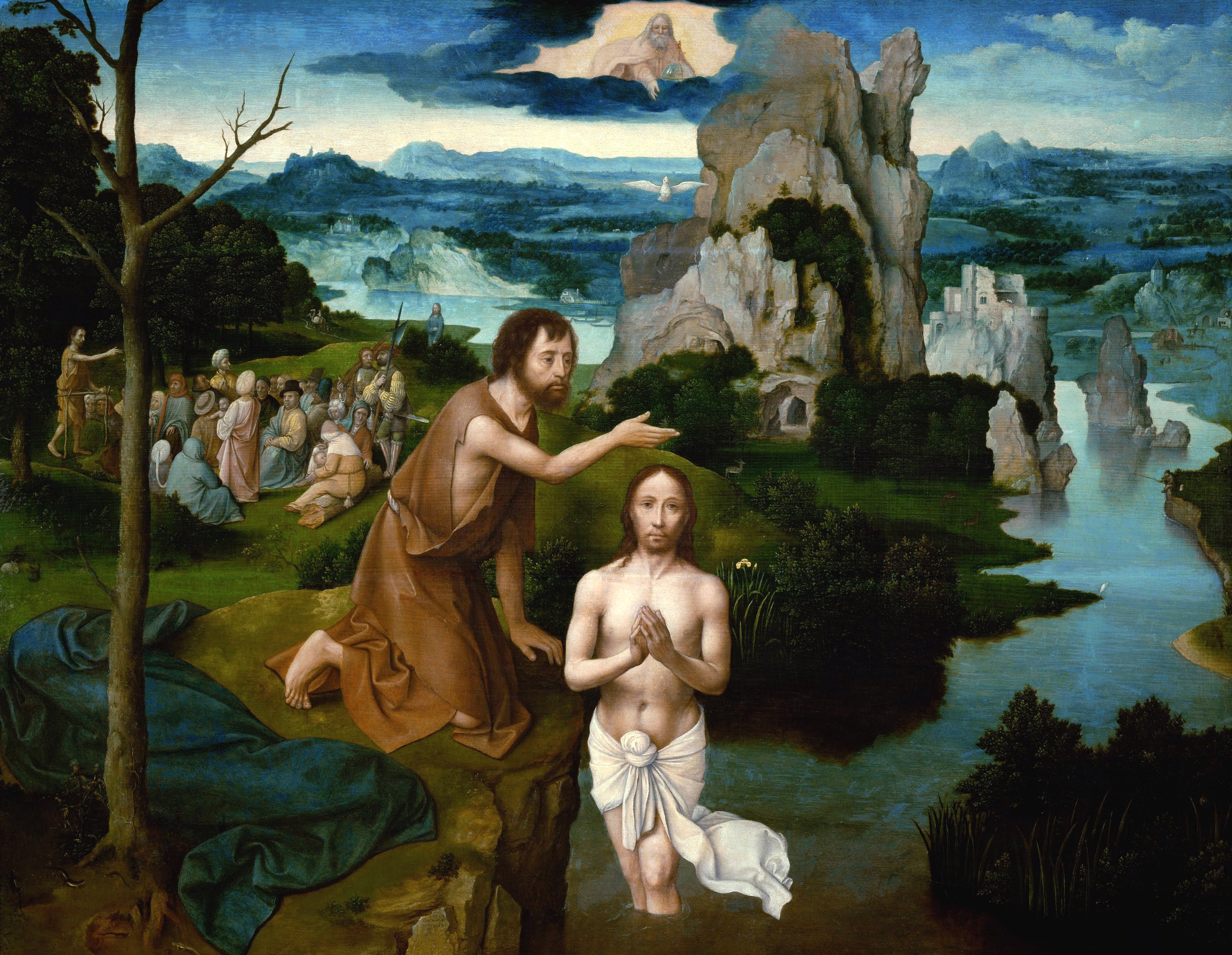
ヨアヒム・パティニール『キリストの洗礼』(1515年ごろ)
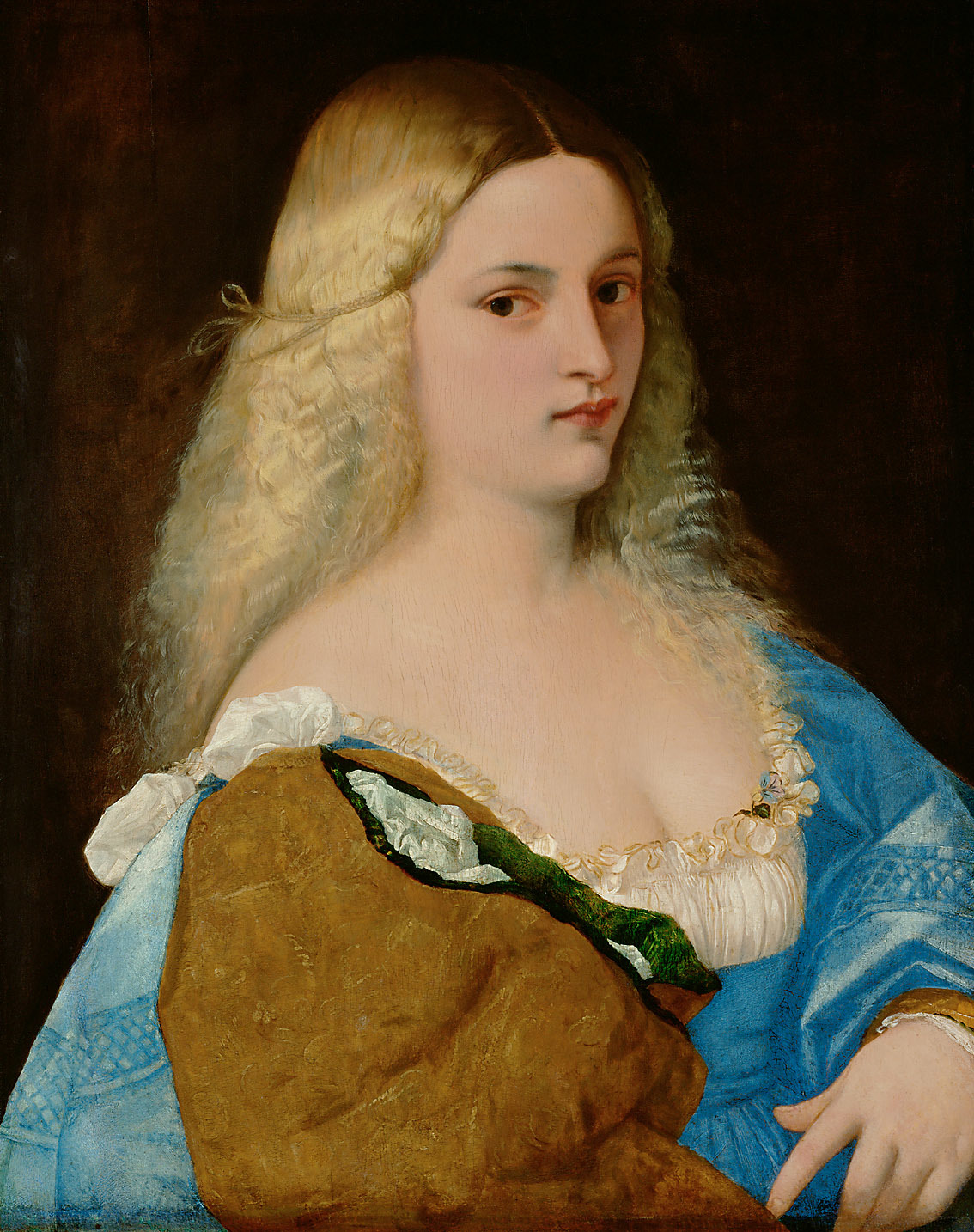
ティツィアーノ・ヴェチェッリオ 『ヴィオランテ』(1515-1518年ごろ)
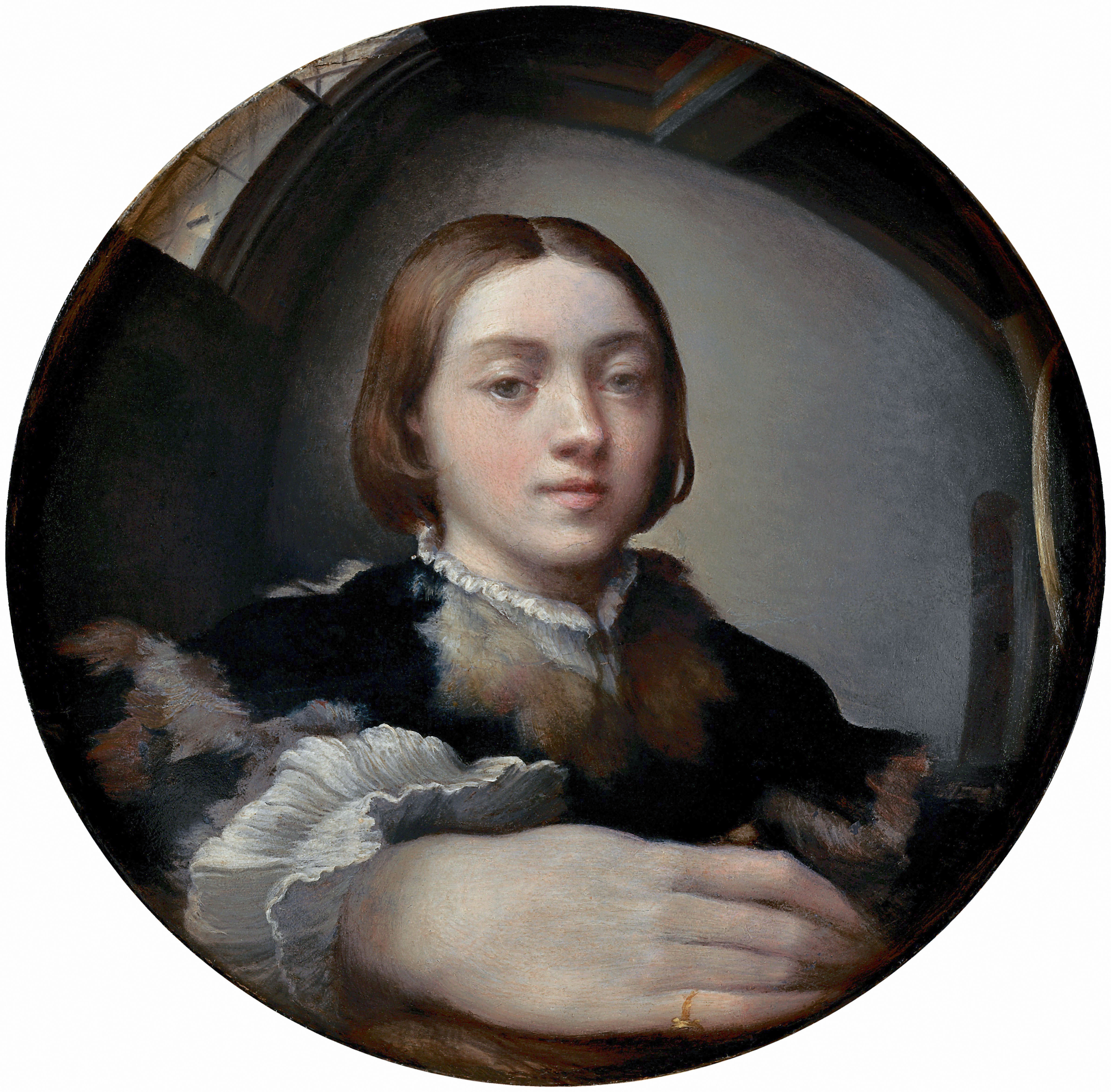
パルミジャニーノ『凸面鏡の自画像』(1524年ごろ)
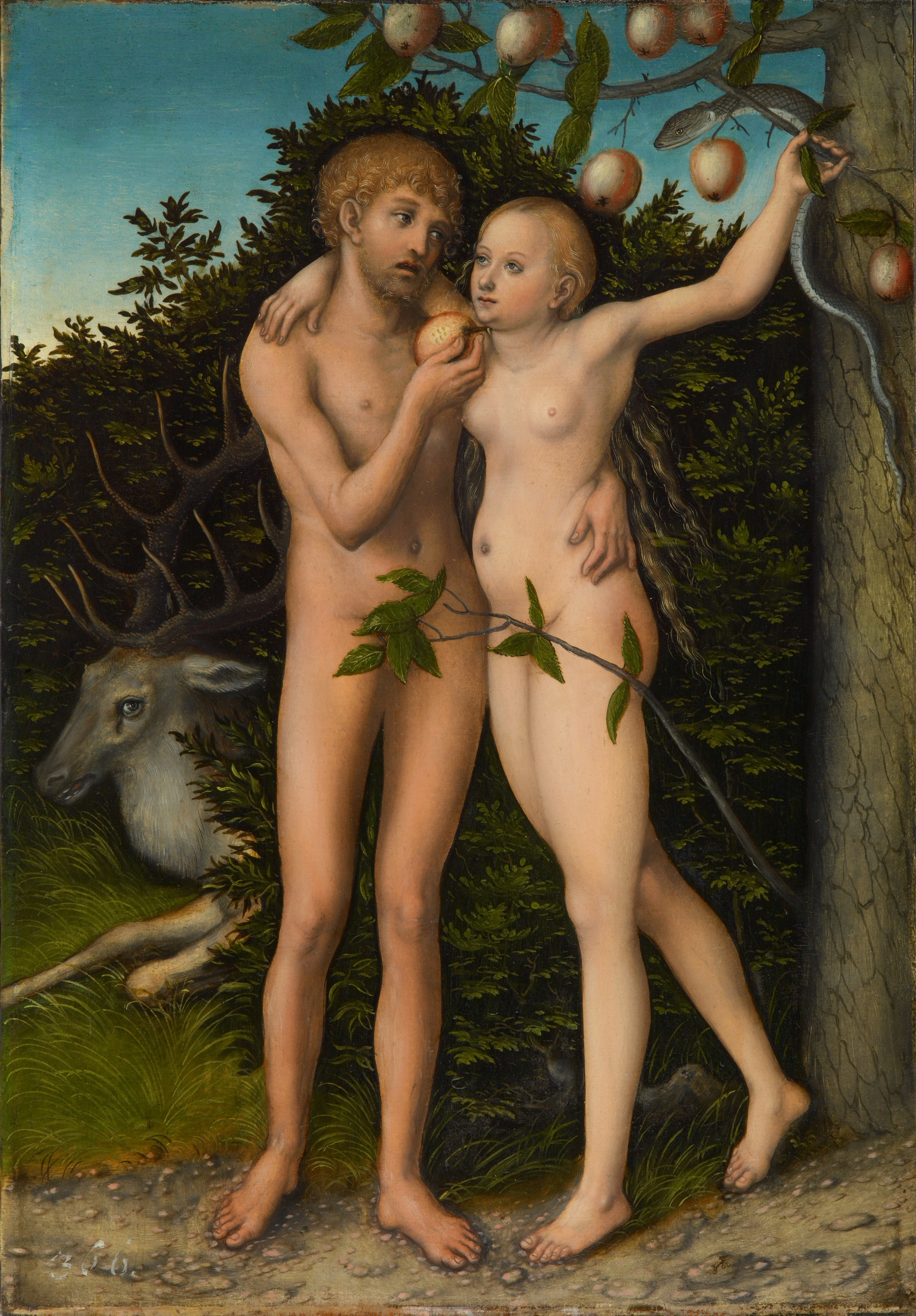
ルーカス・クラナッハ『アダムとイヴ』 (1537年以降)
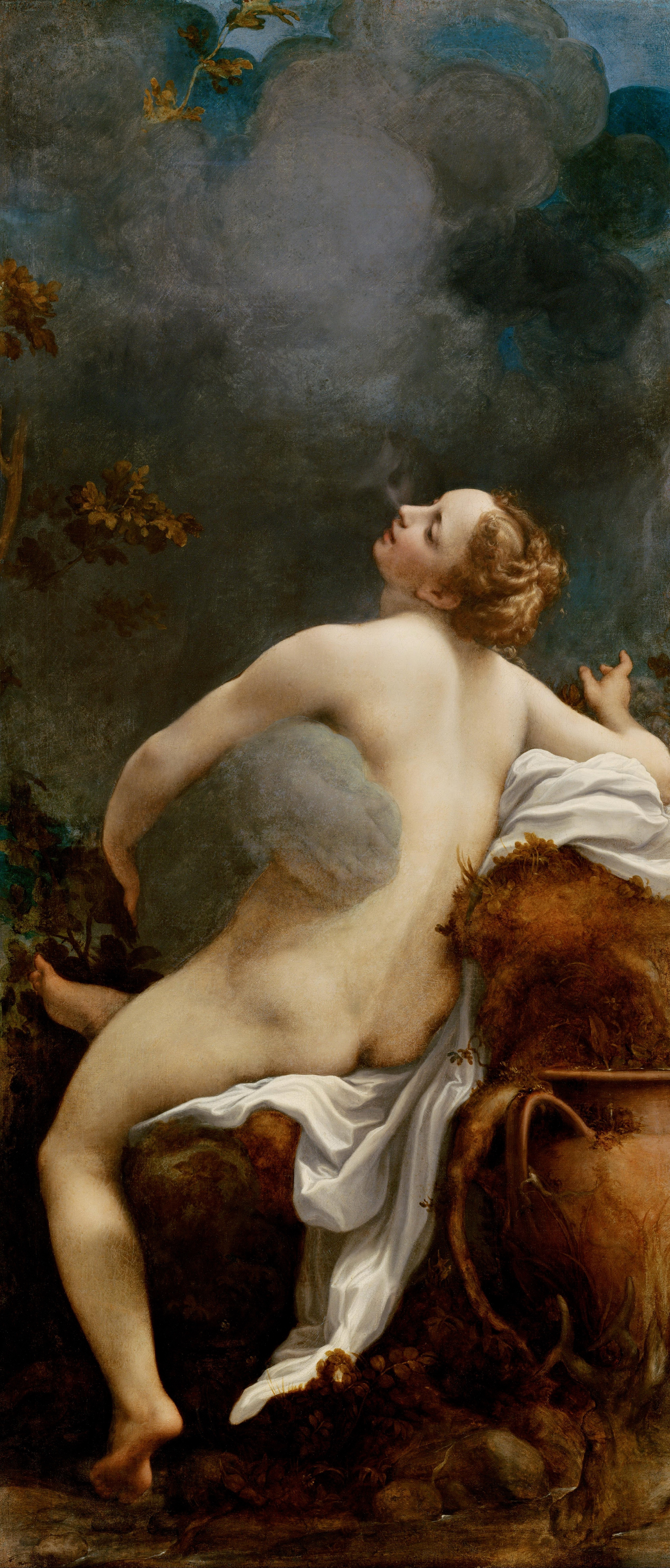
コレッジョ『ユピテルとイオ』(1531年-1532年)
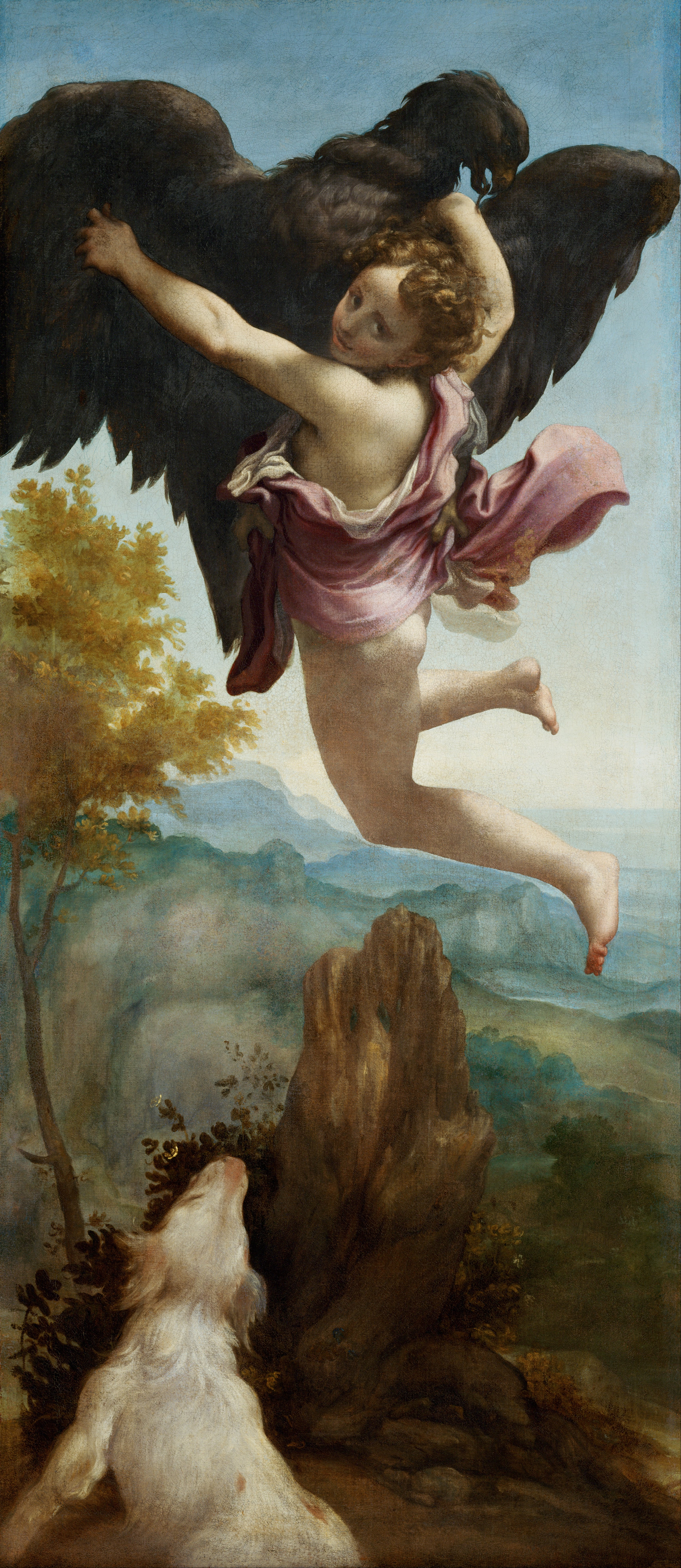
コレッジョ『ガニュメデスの略奪』(1531年-1532年)
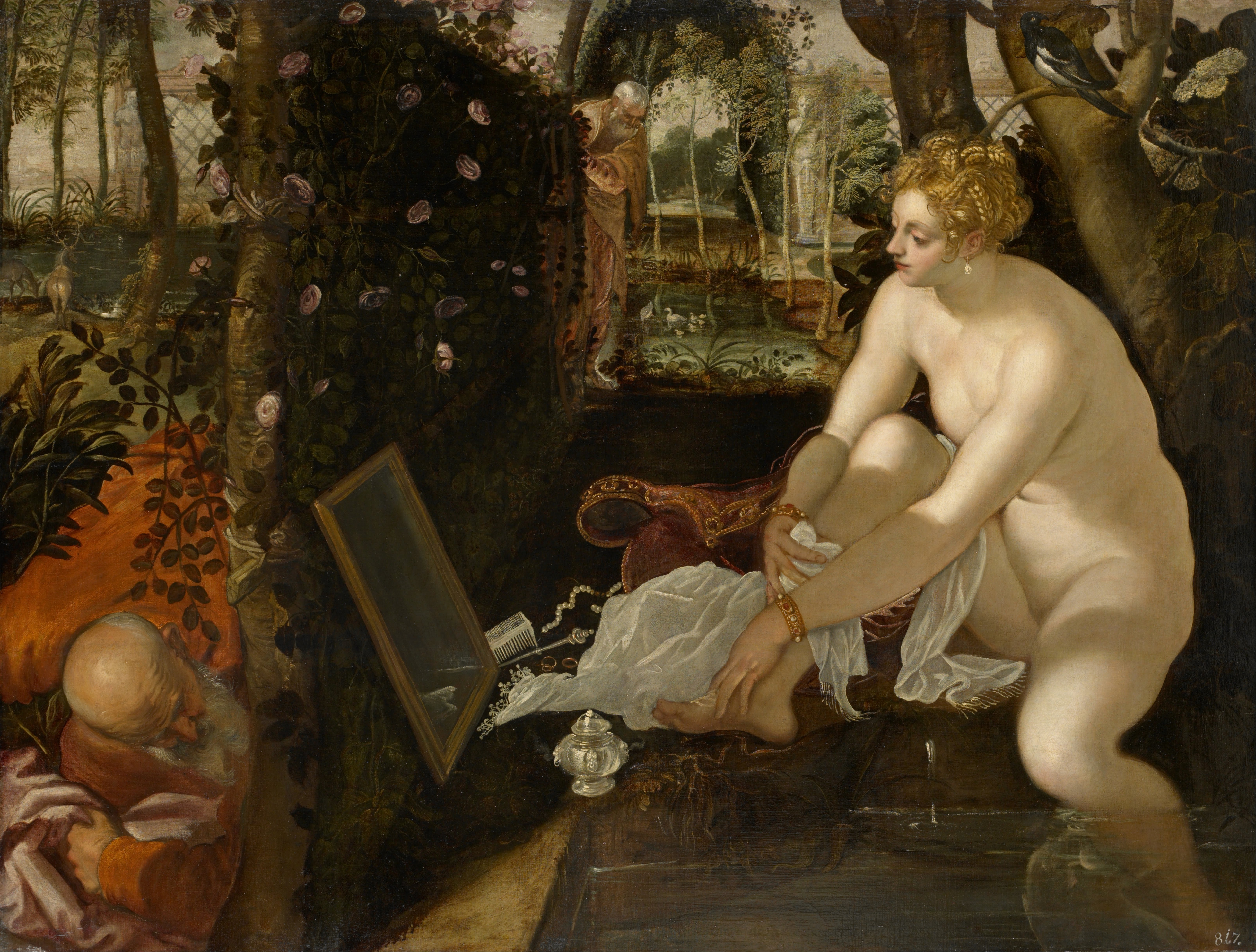
ティントレット『スザンナの水浴』(1550年代)
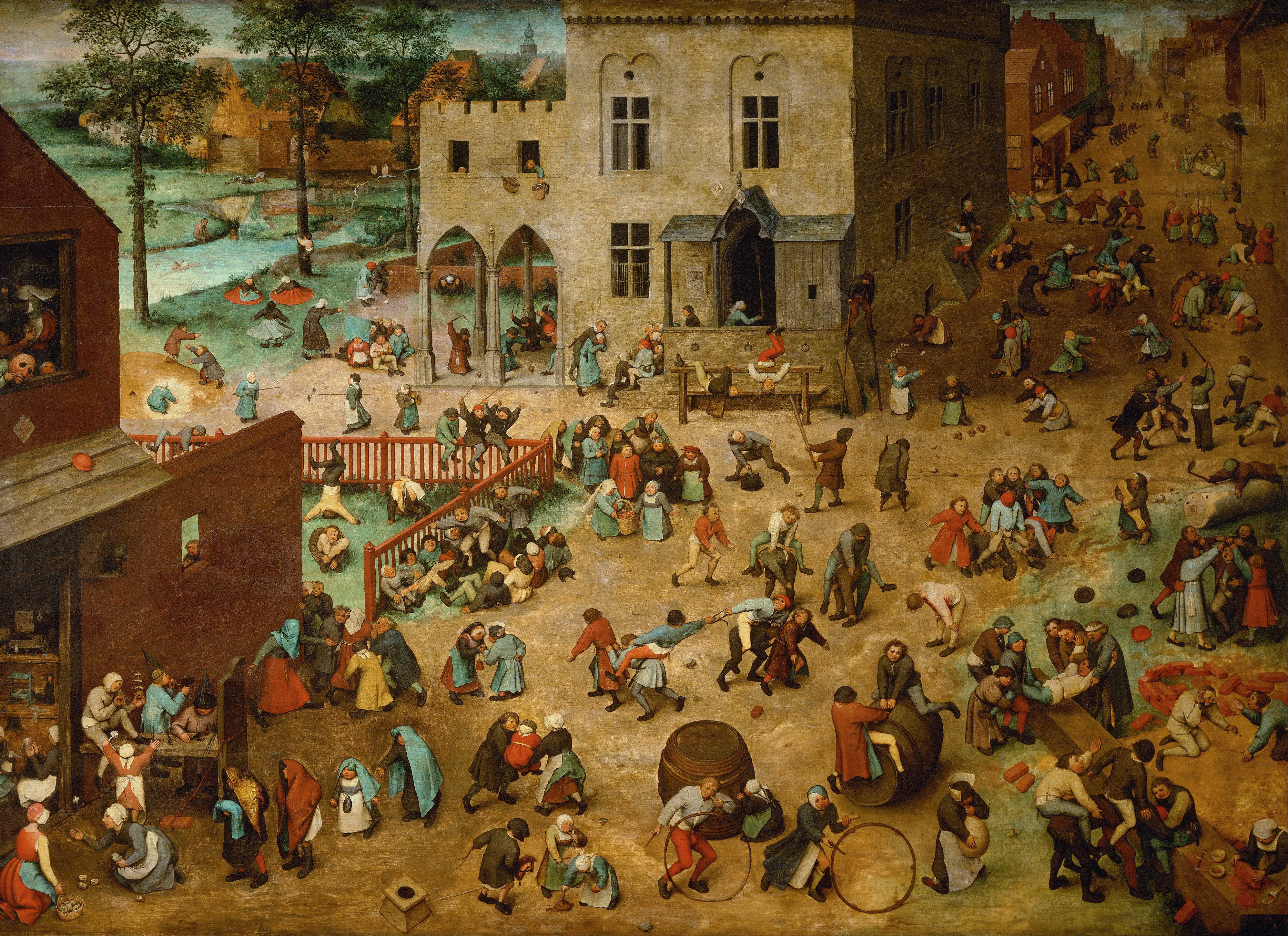
ピーテル・ブリューゲル『子供の遊戯』(1560年)
ピーテル・ブリューゲル『バベルの塔』(1563年)
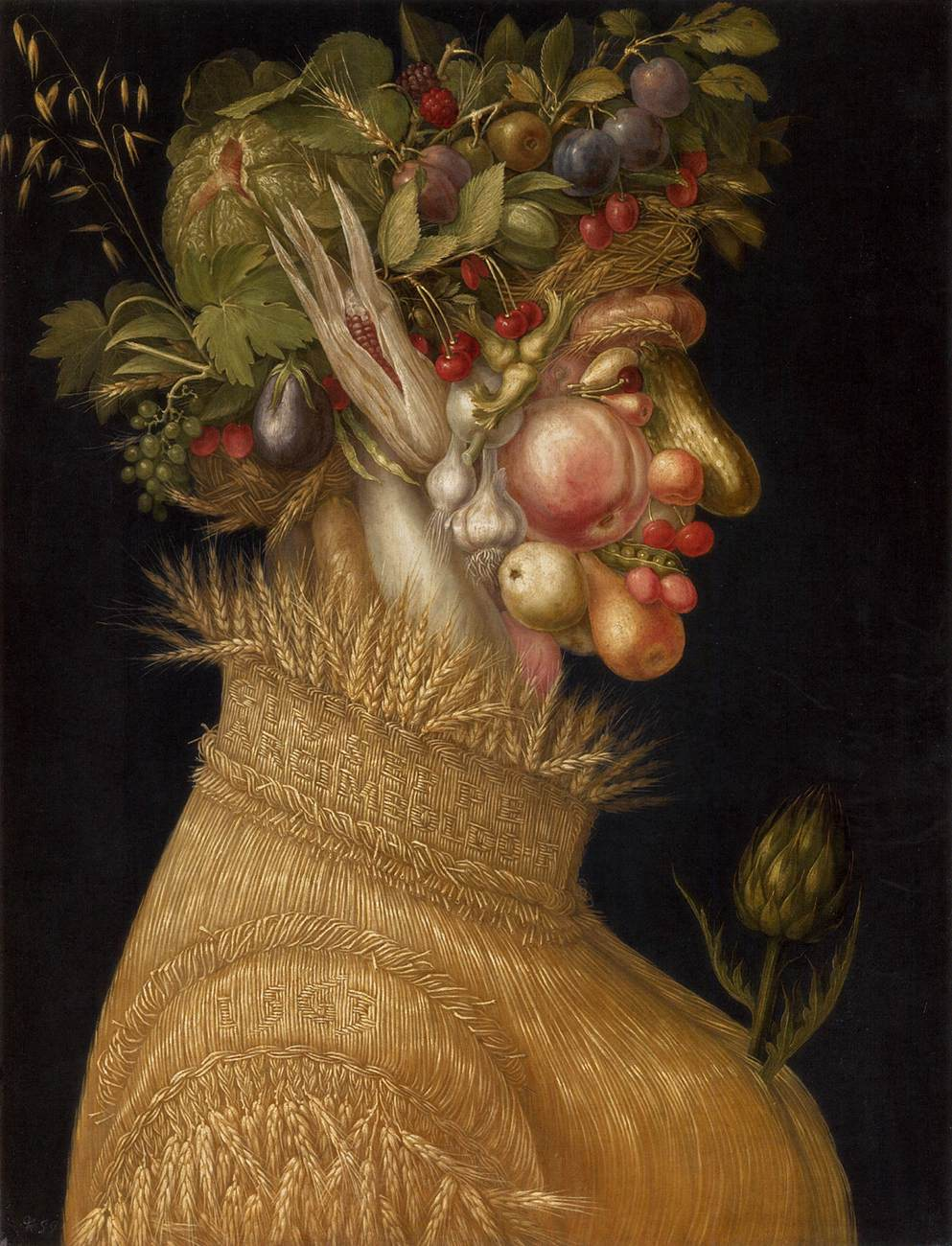
ジュゼッペ・アルチンボルド『夏』（1563）
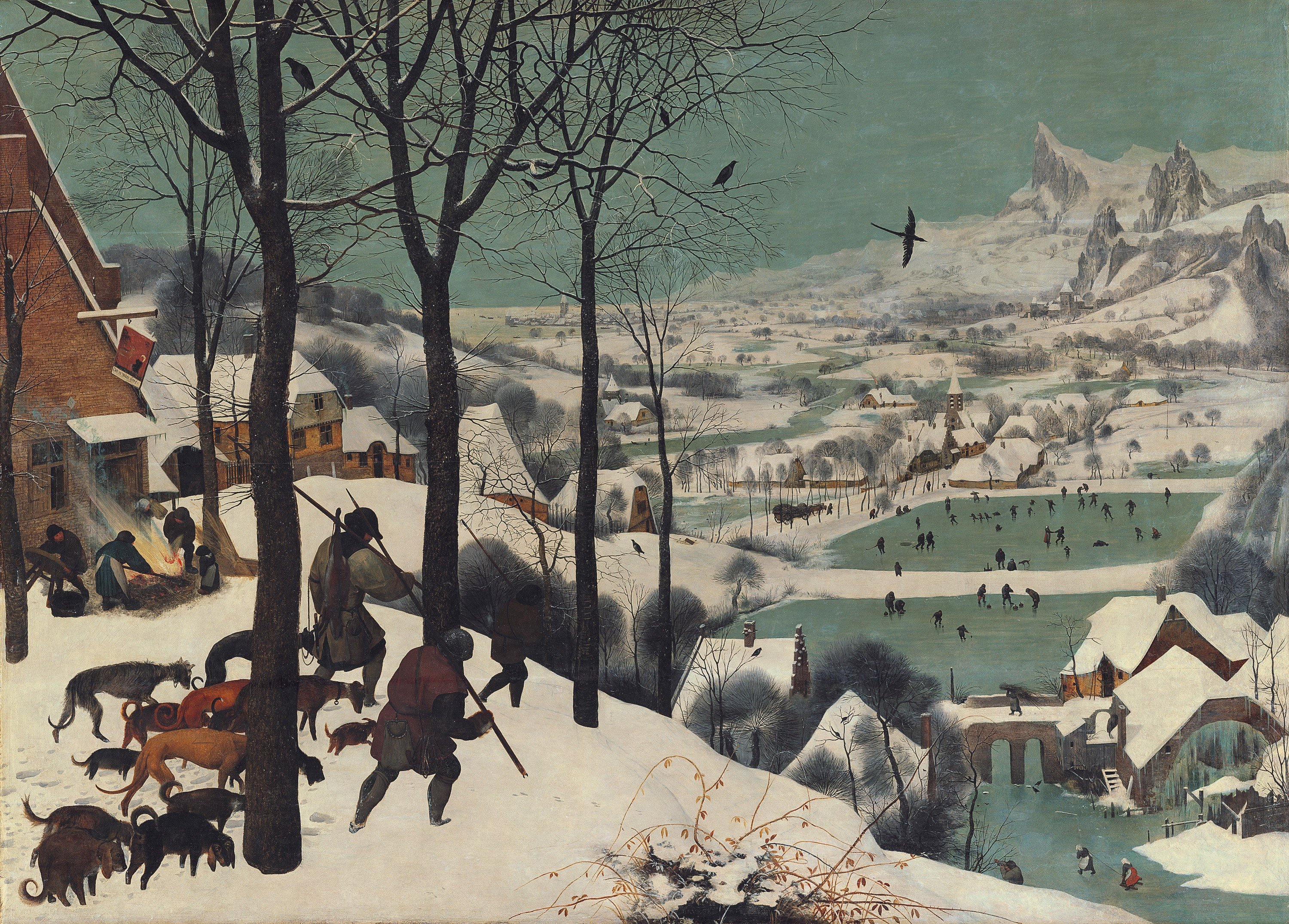
ピーテル・ブリューゲル『雪中の狩人』(1565年)
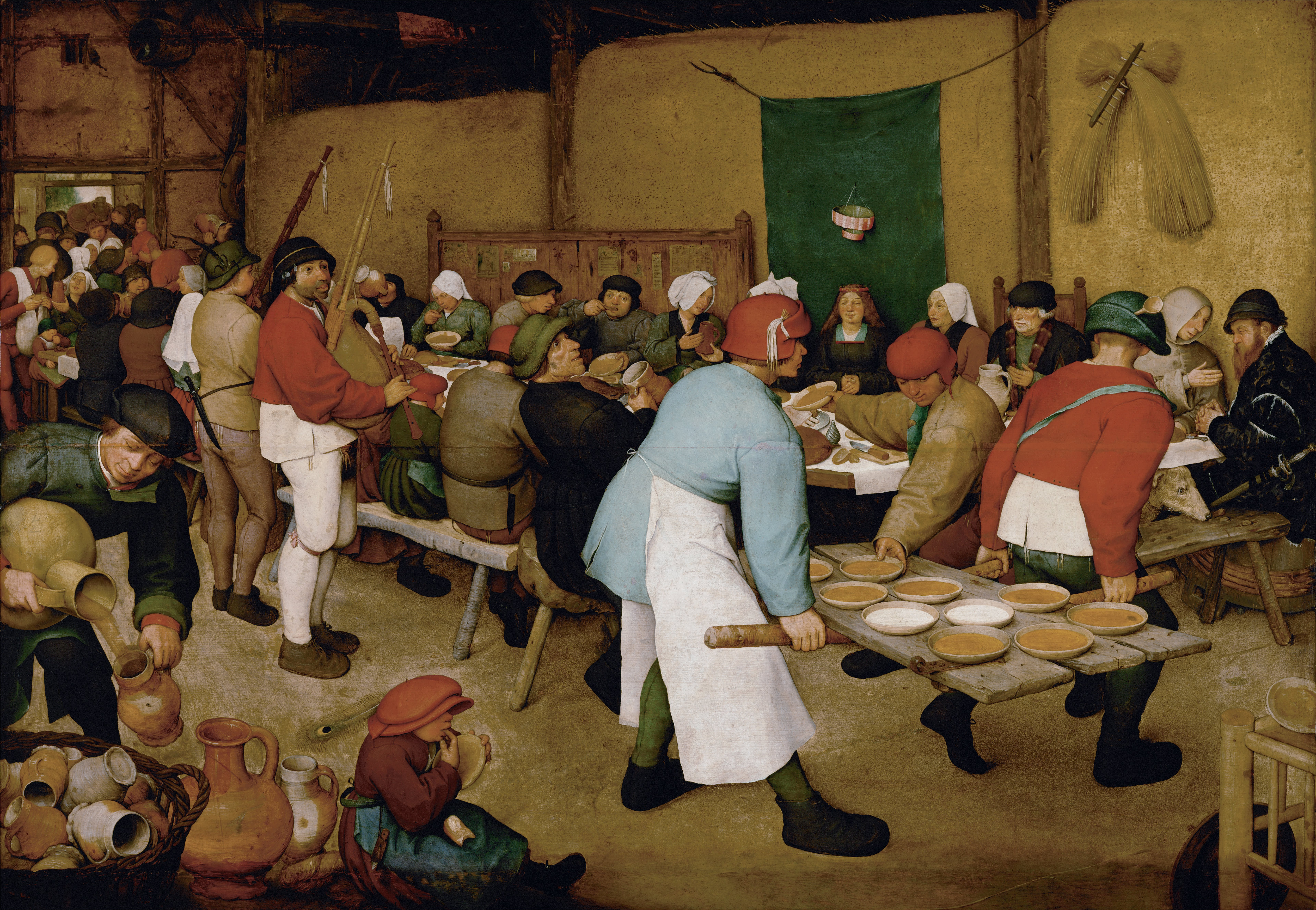
ピーテル・ブリューゲル『農家の婚礼』(1568年)
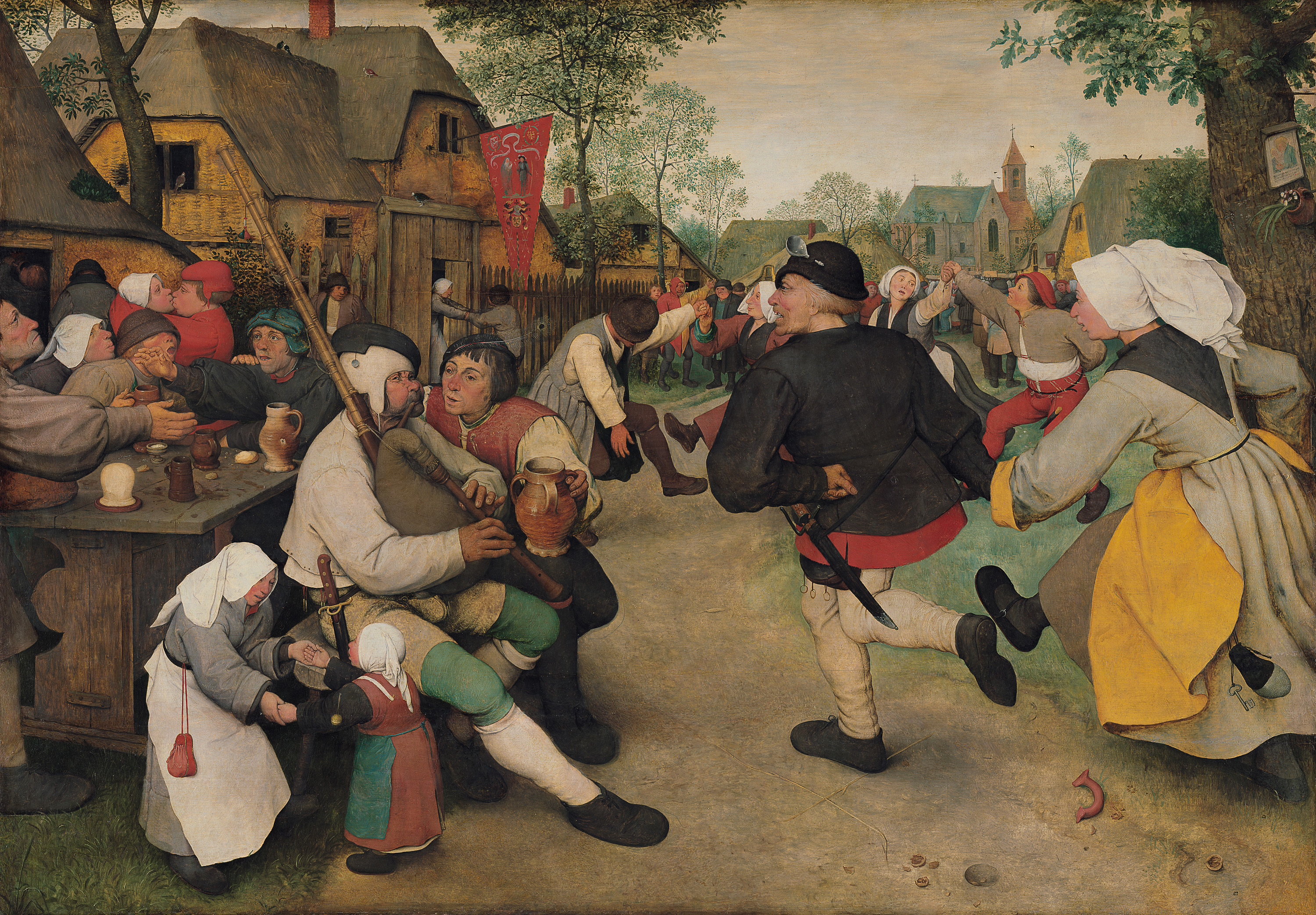
ピーテル・ブリューゲル『農民の踊り』(1568年)
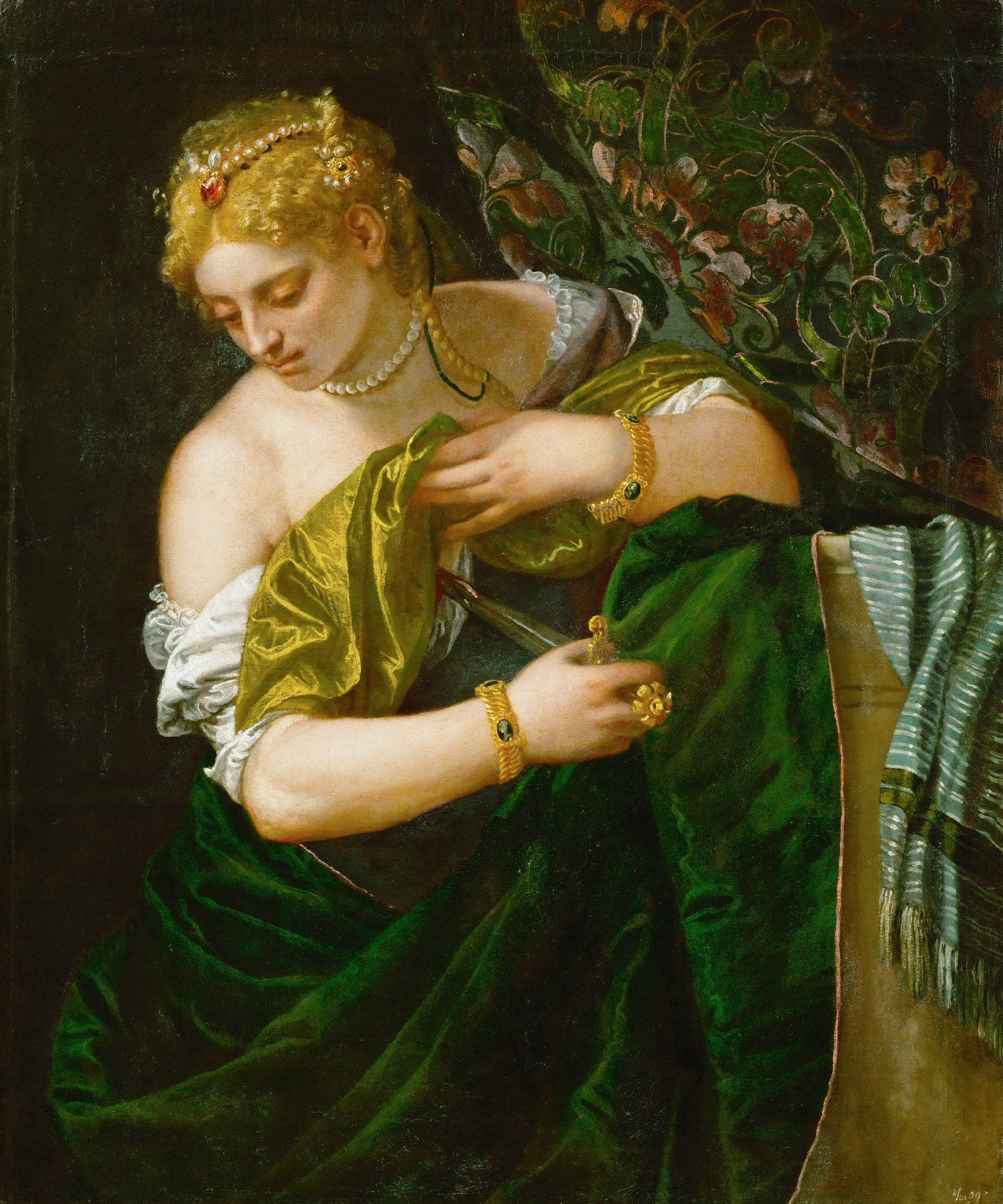
パオロ・ヴェロネーゼ『ルクレティア』(1580年代)
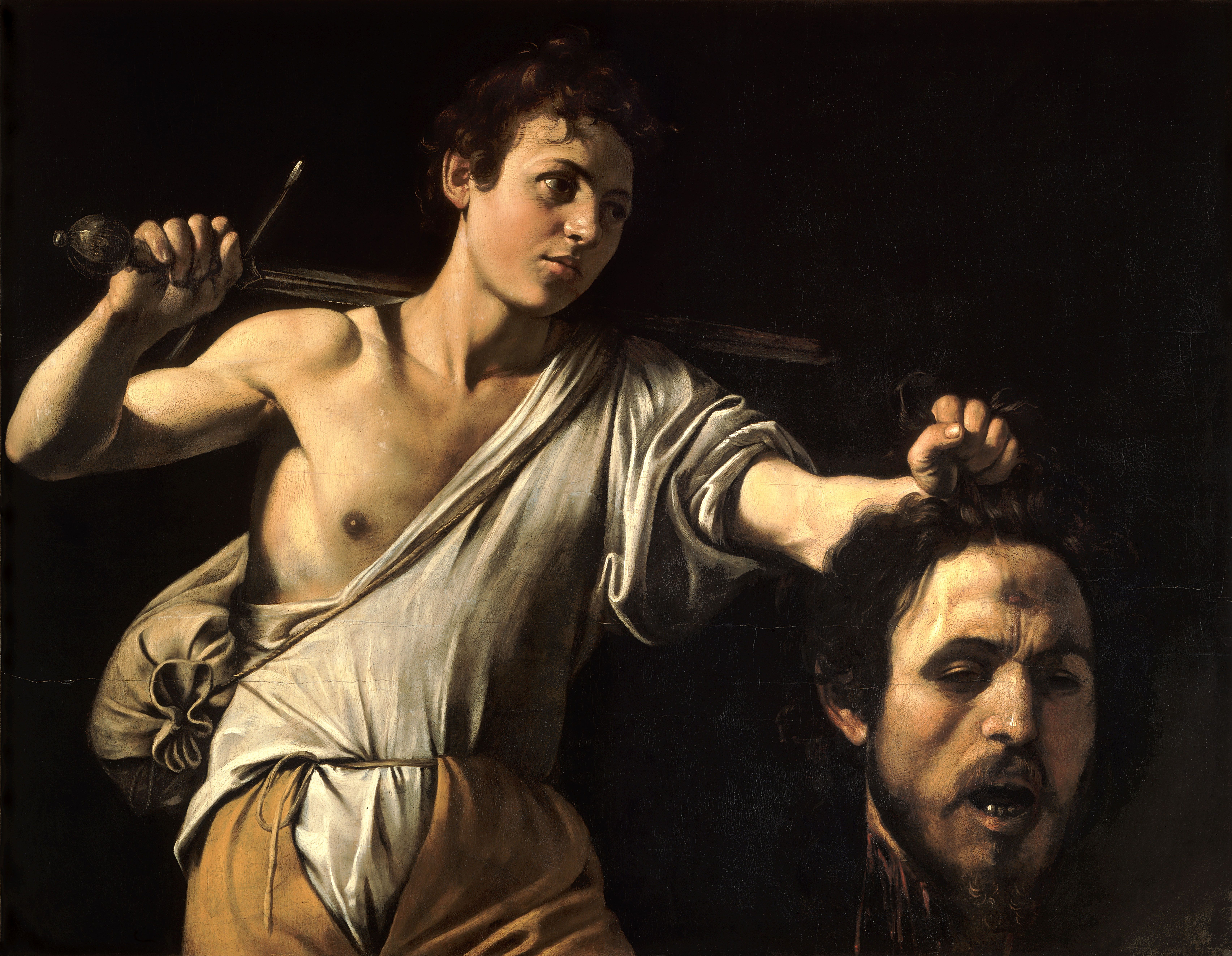
ミケランジェロ・メリージ・ダ・カラヴァッジオ 『ゴリアテの首を持つダヴィデ』(1600-1601頃)
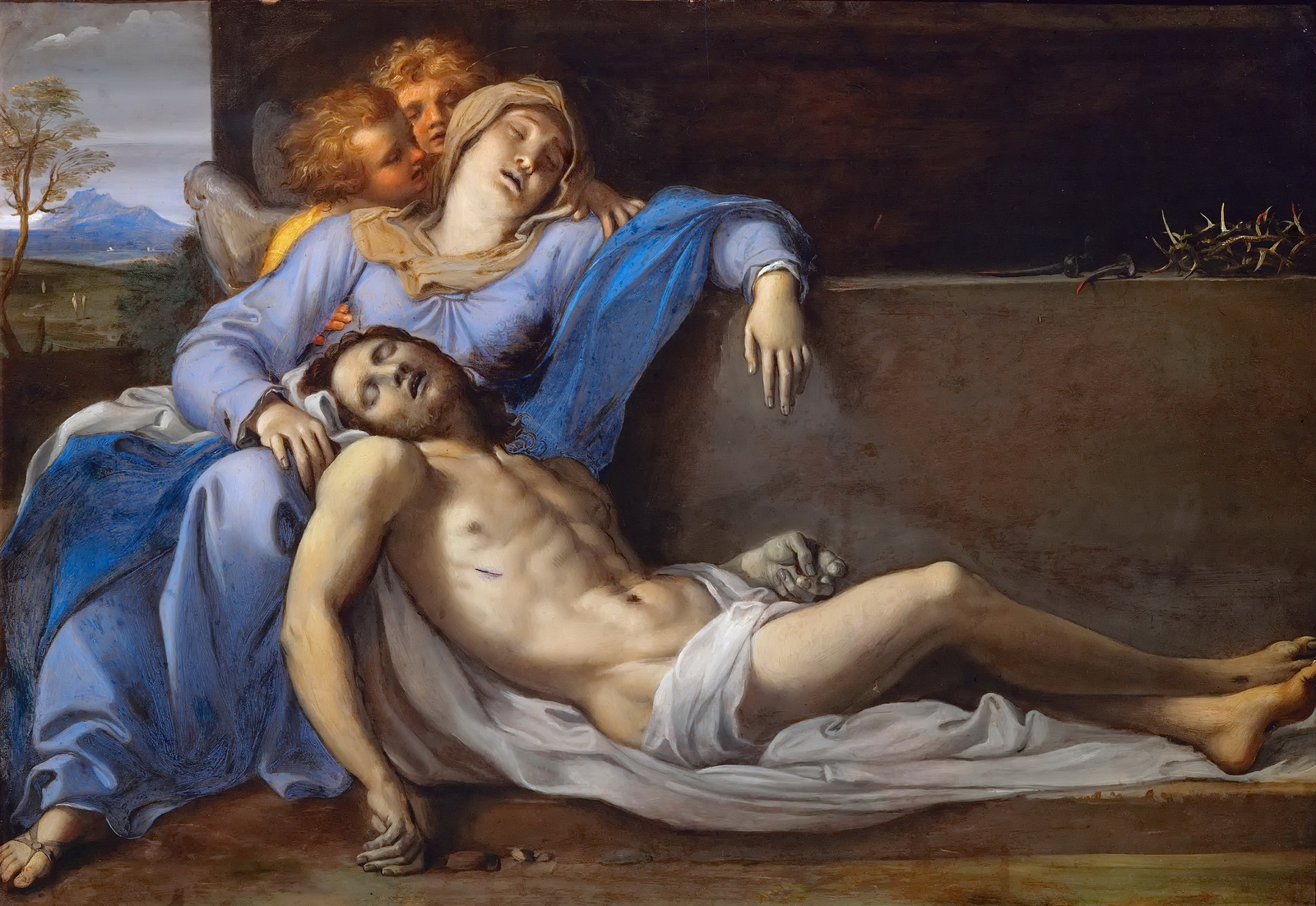
アンニーバレ・カラッチ 『二人の天使のいるピエタ』(1603頃)
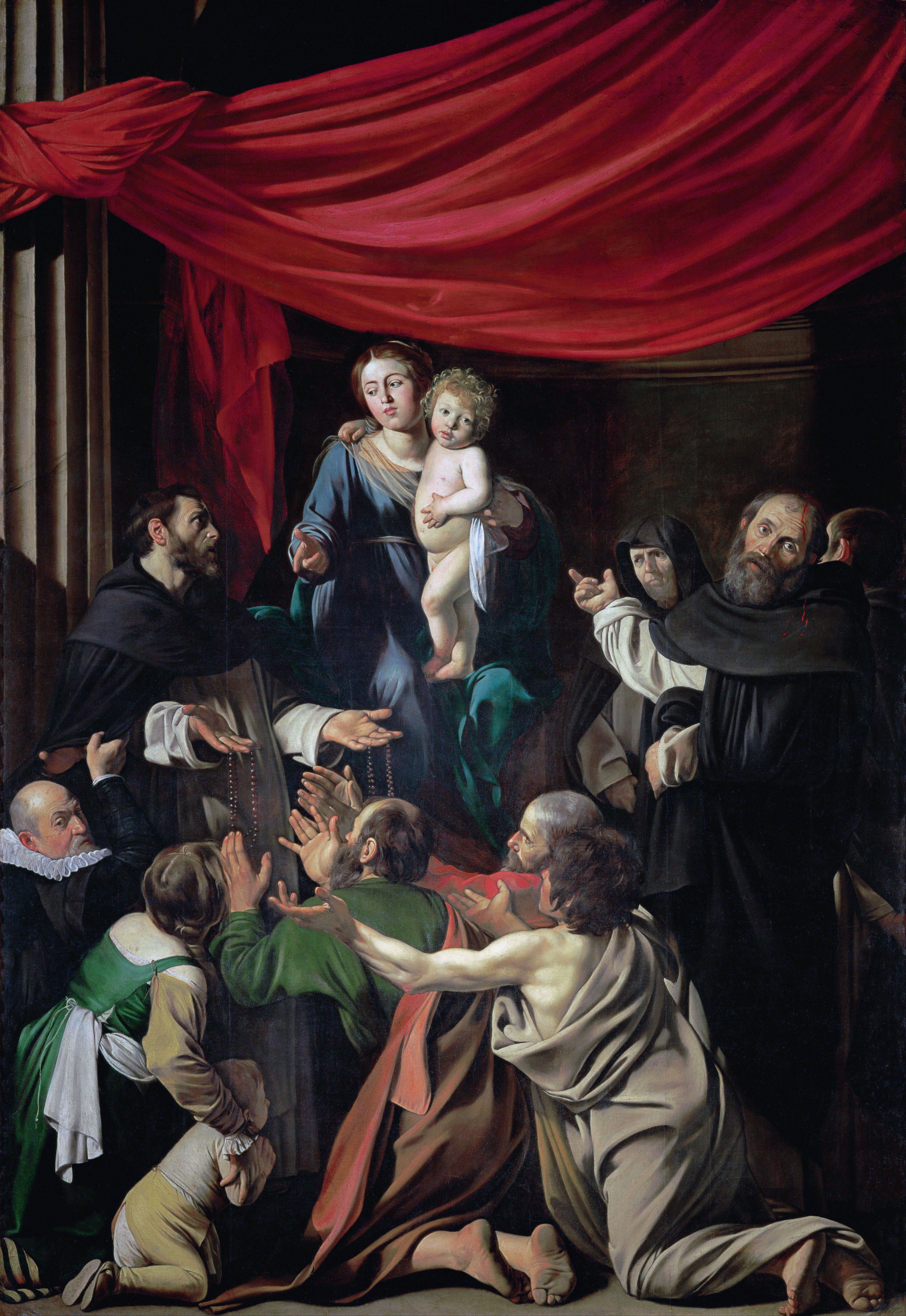
ミケランジェロ・メリージ・ダ・カラヴァッジオ『ロザリオの聖母』(1607年)
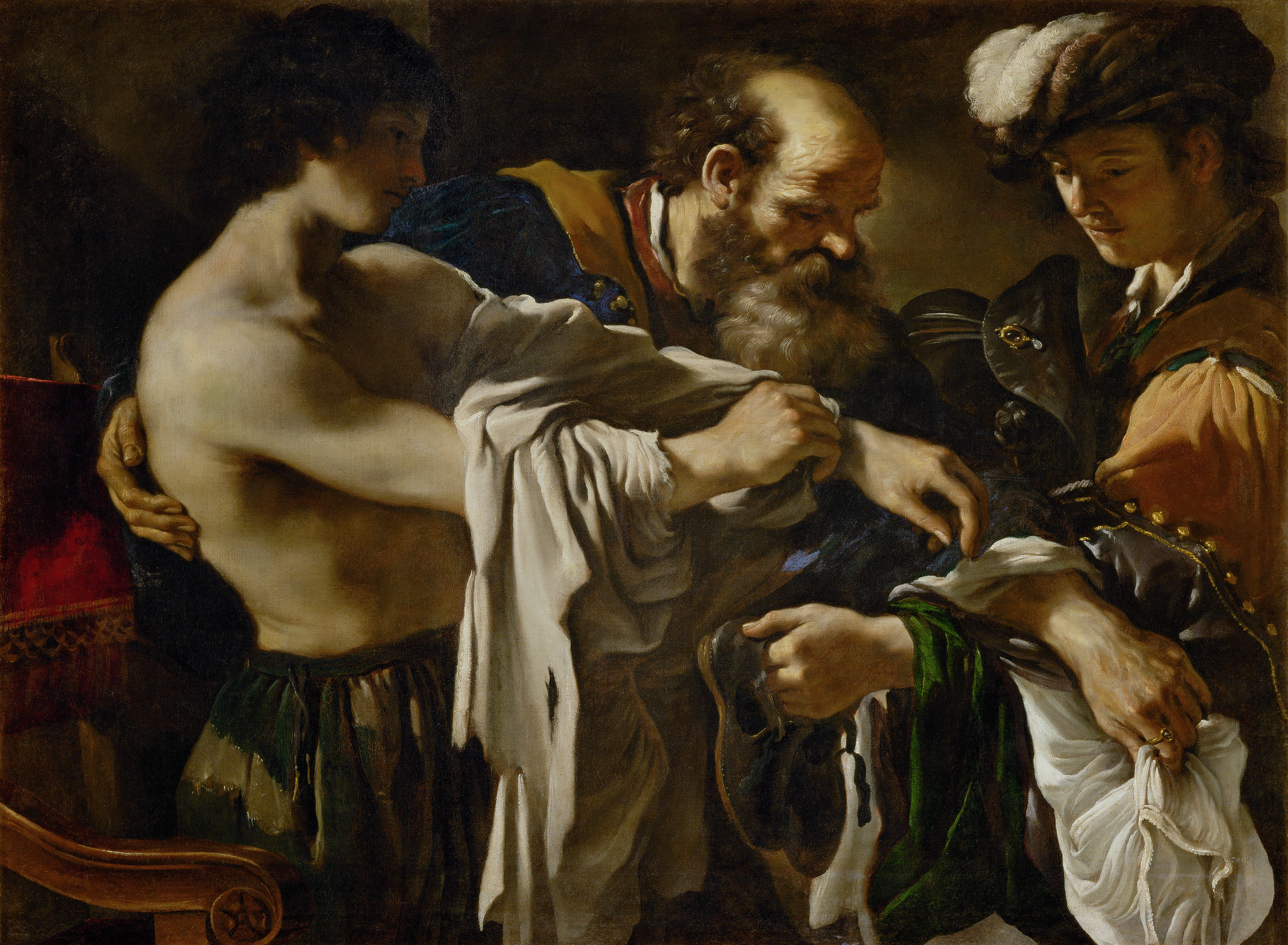
グエルチーノ『放蕩息子の帰還』(1619年)
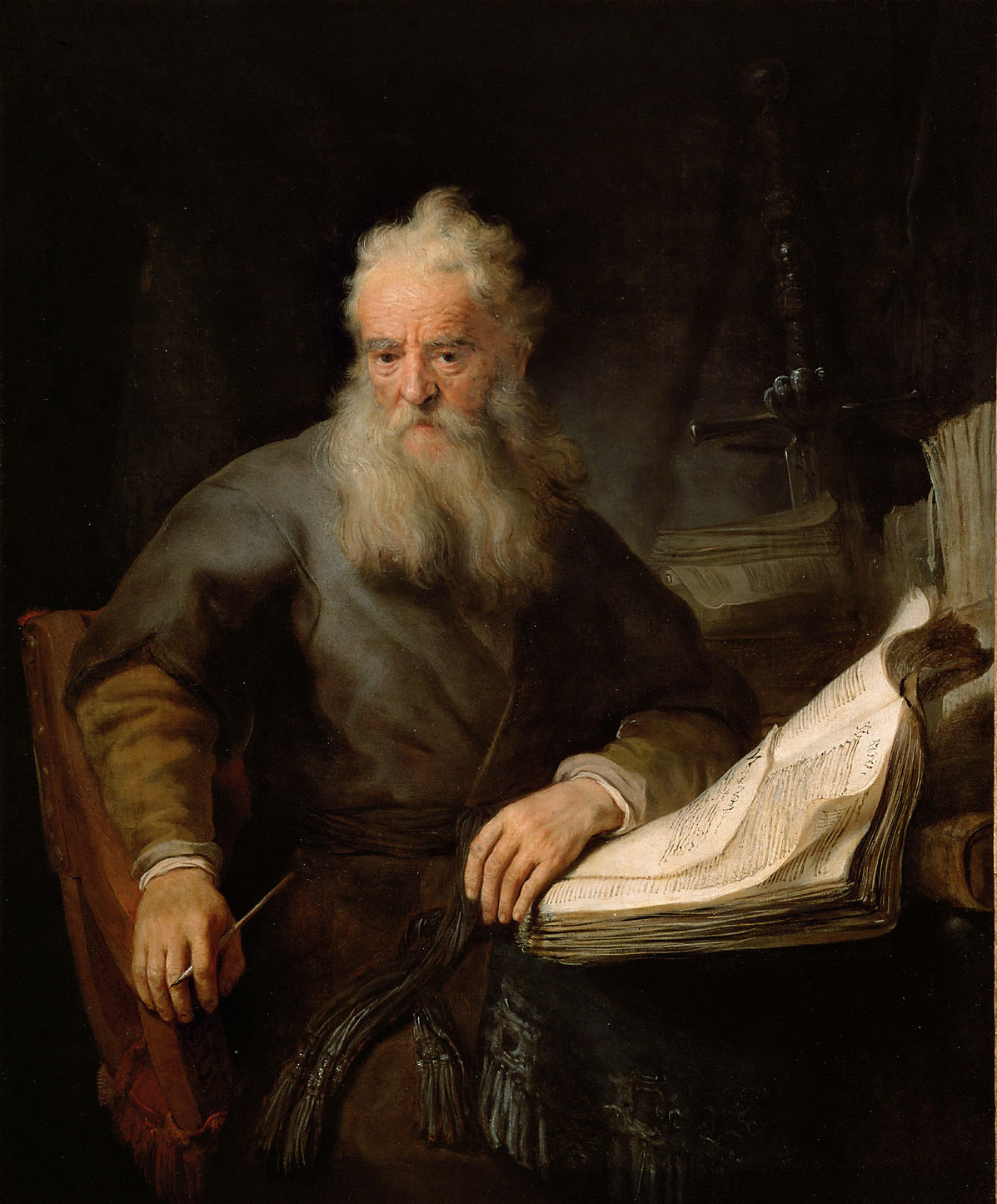
レンブラント・ファン・レイン『使徒パウロ』(1633年頃)
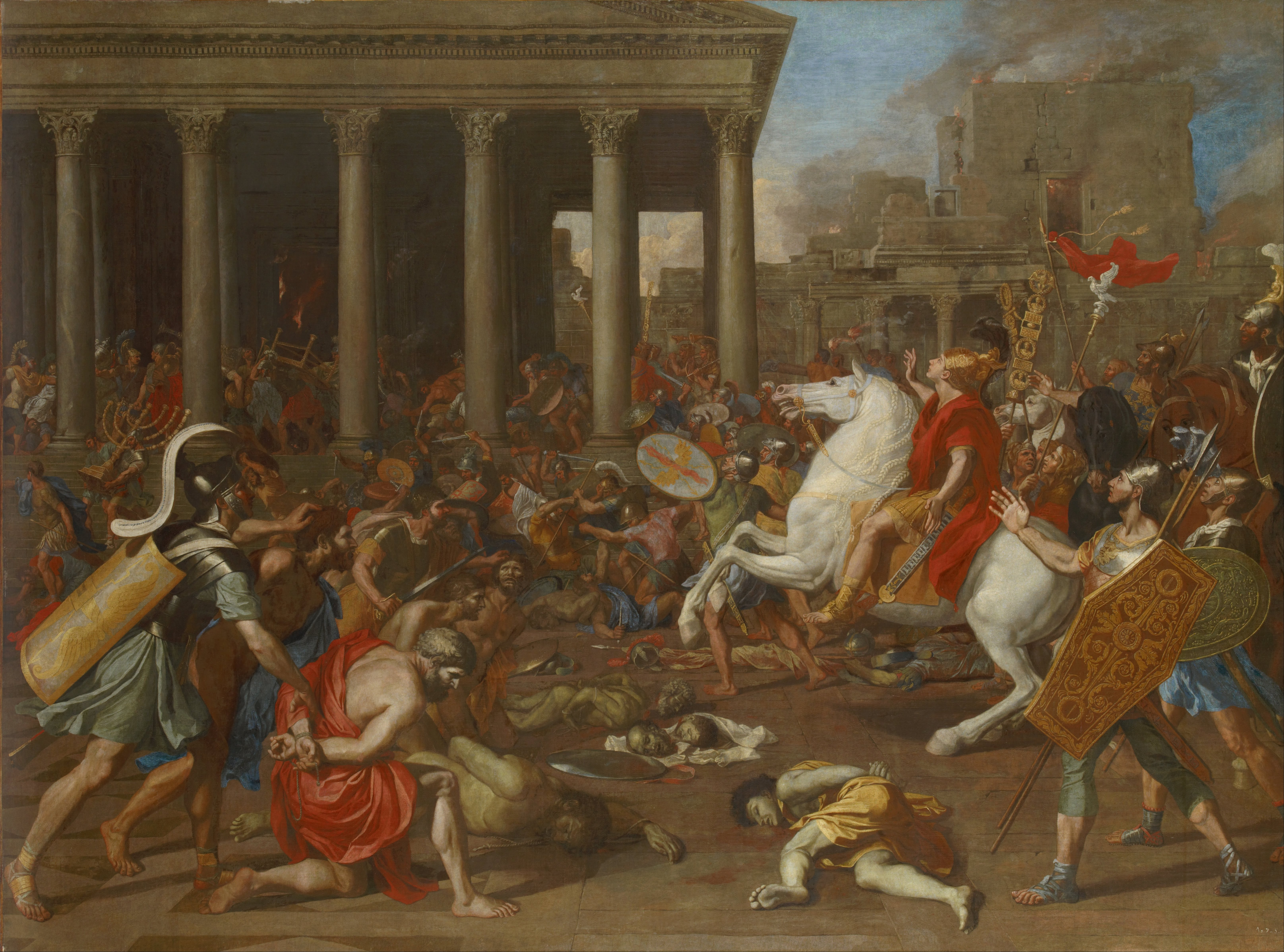
ニコラ・プッサン『ティトゥス帝によるエルサレムの神殿の破壊』(1635年)
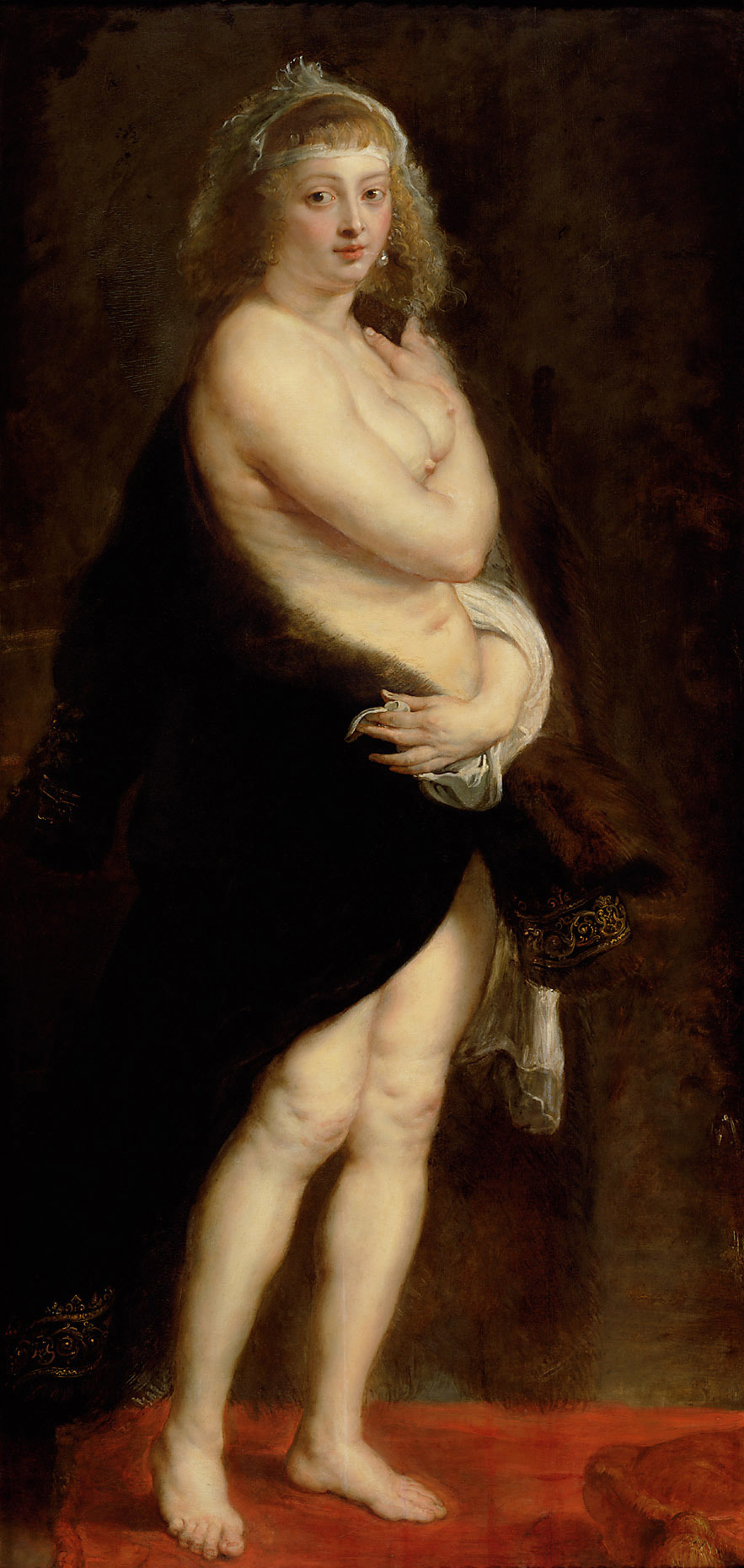
ピーテル・パウル・ルーベンス 『毛皮をまとったエレーヌ・フールマン』（1638年）
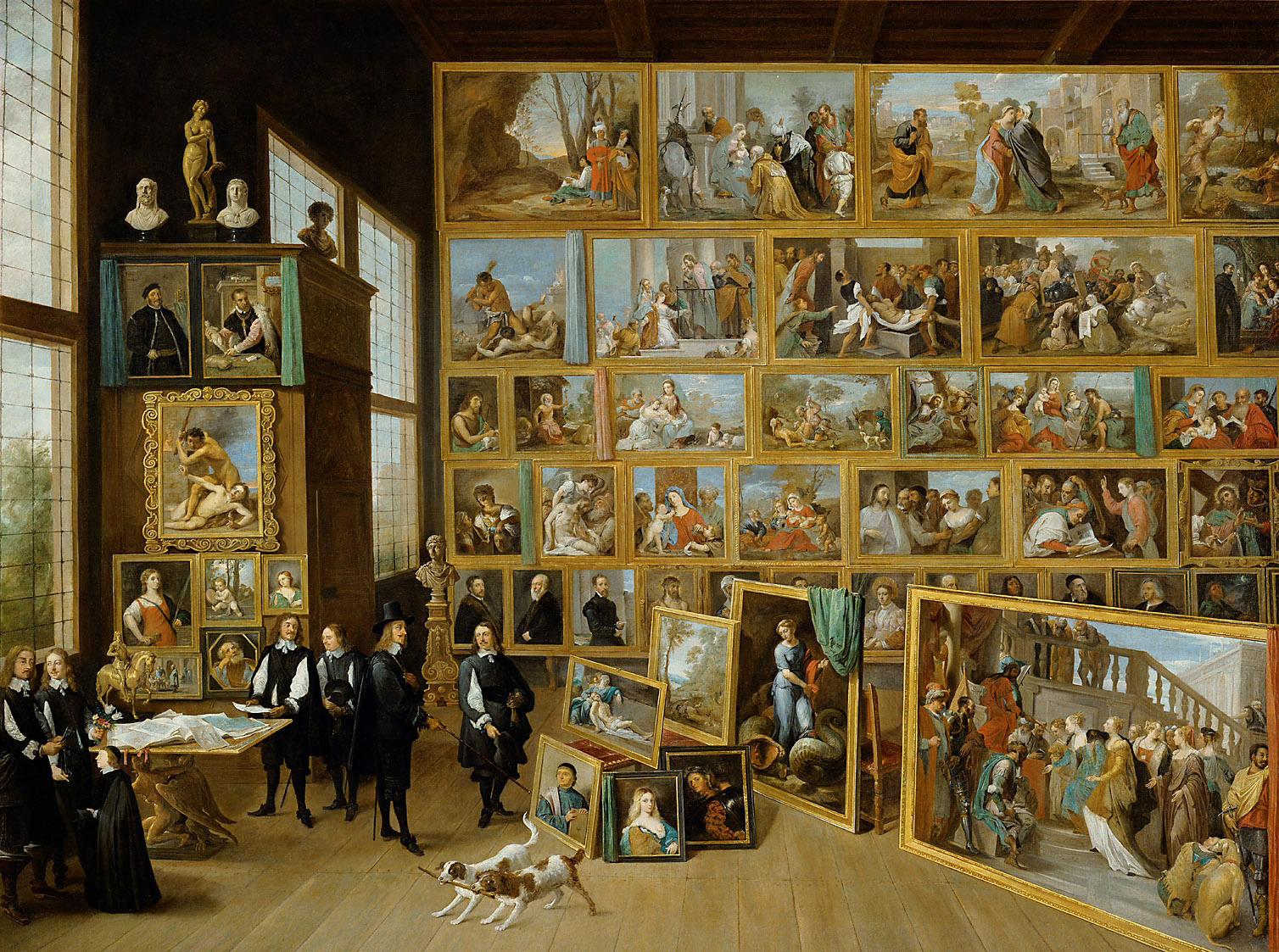
ダフィット・テニールス 『レオポルト・ヴィルヘルム大公のブリュッセルの画廊』(1651年)
グイド・カニャッチ 『クレオパトラの死（瀕死のクレオパトラ）』(1658年)
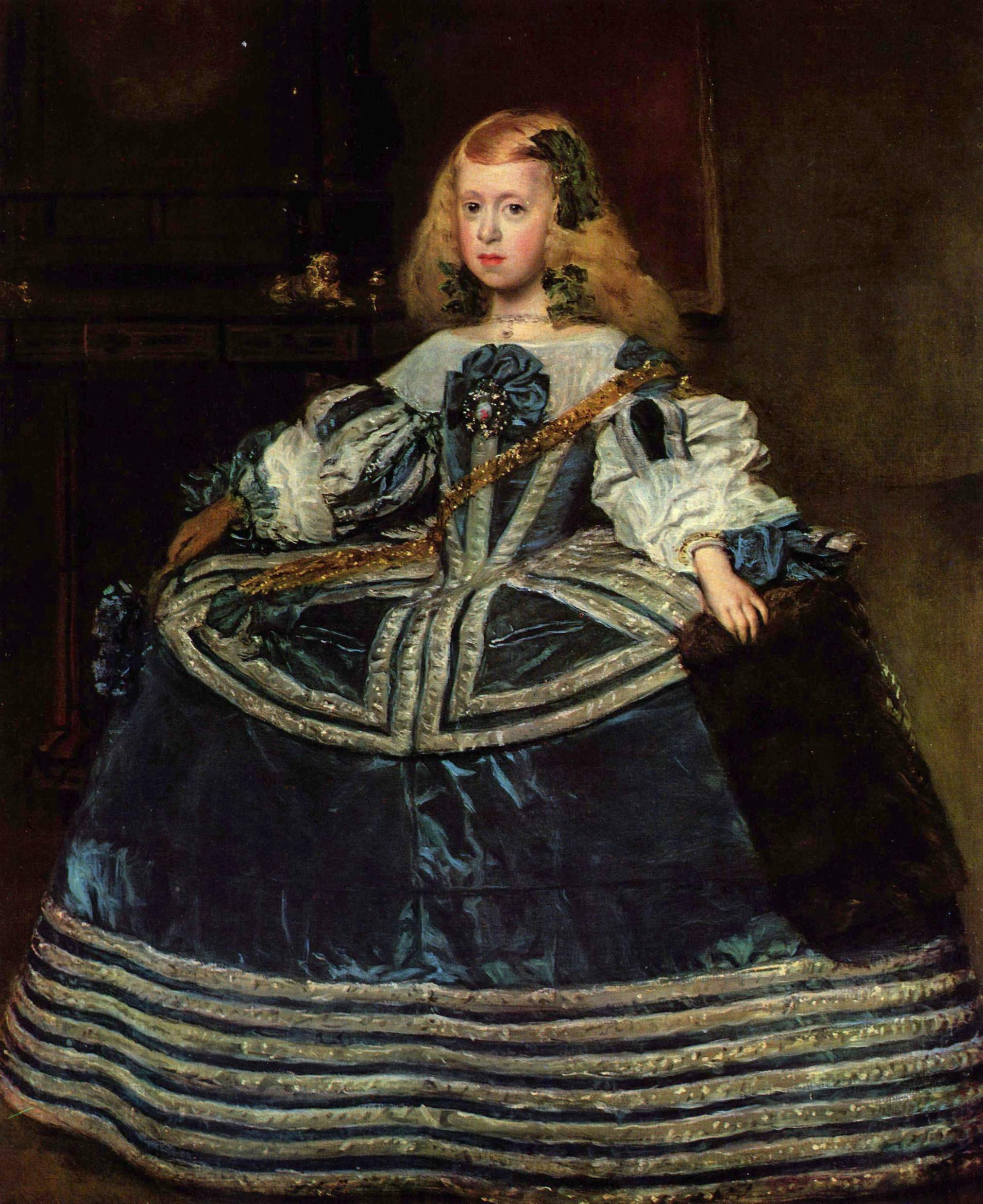
ディエゴ・ベラスケス 『青いドレスのマルガリータ王女』(1659年)
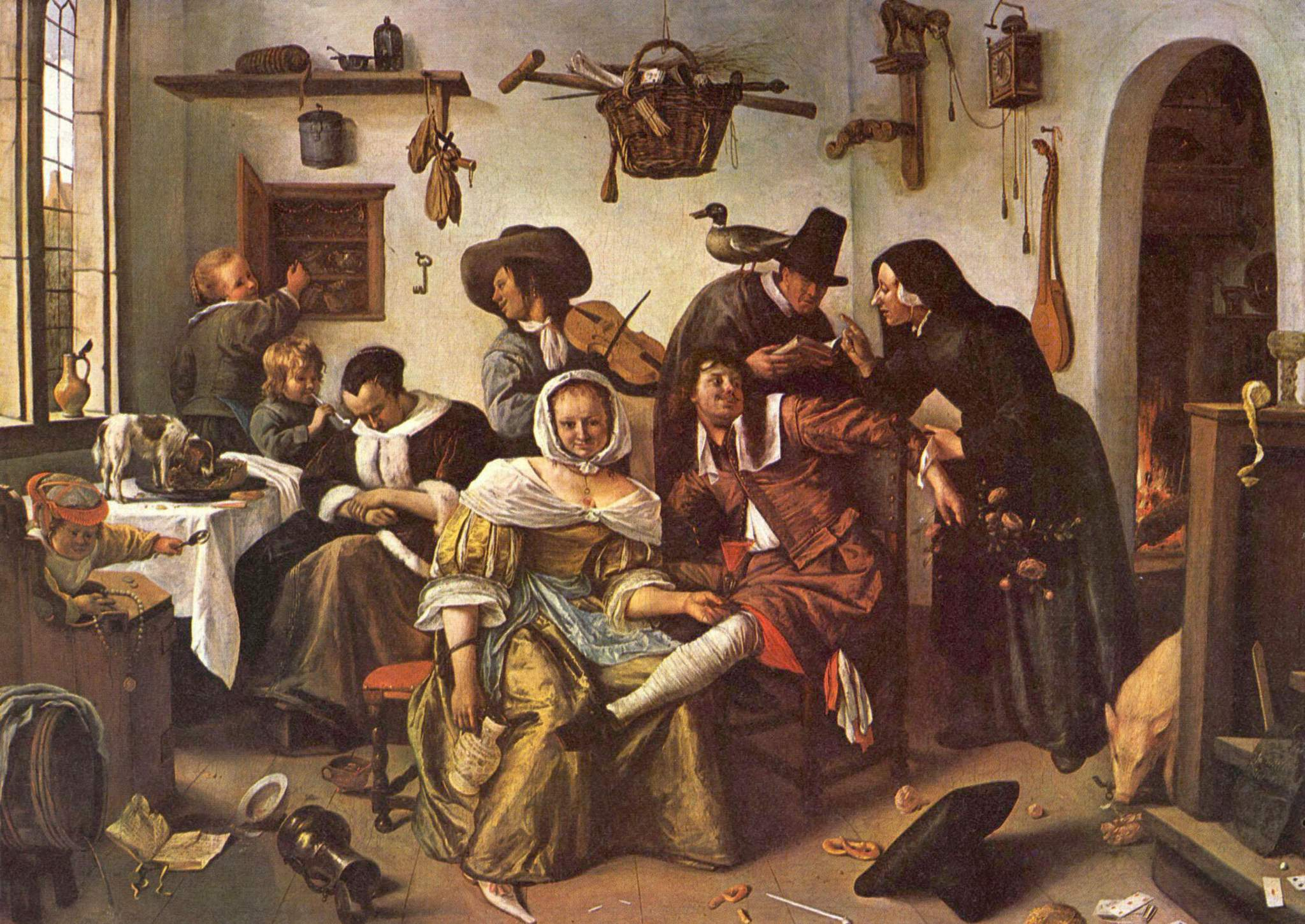
ヤン・ステーン 『贅沢に気をつけよ』(1663年)
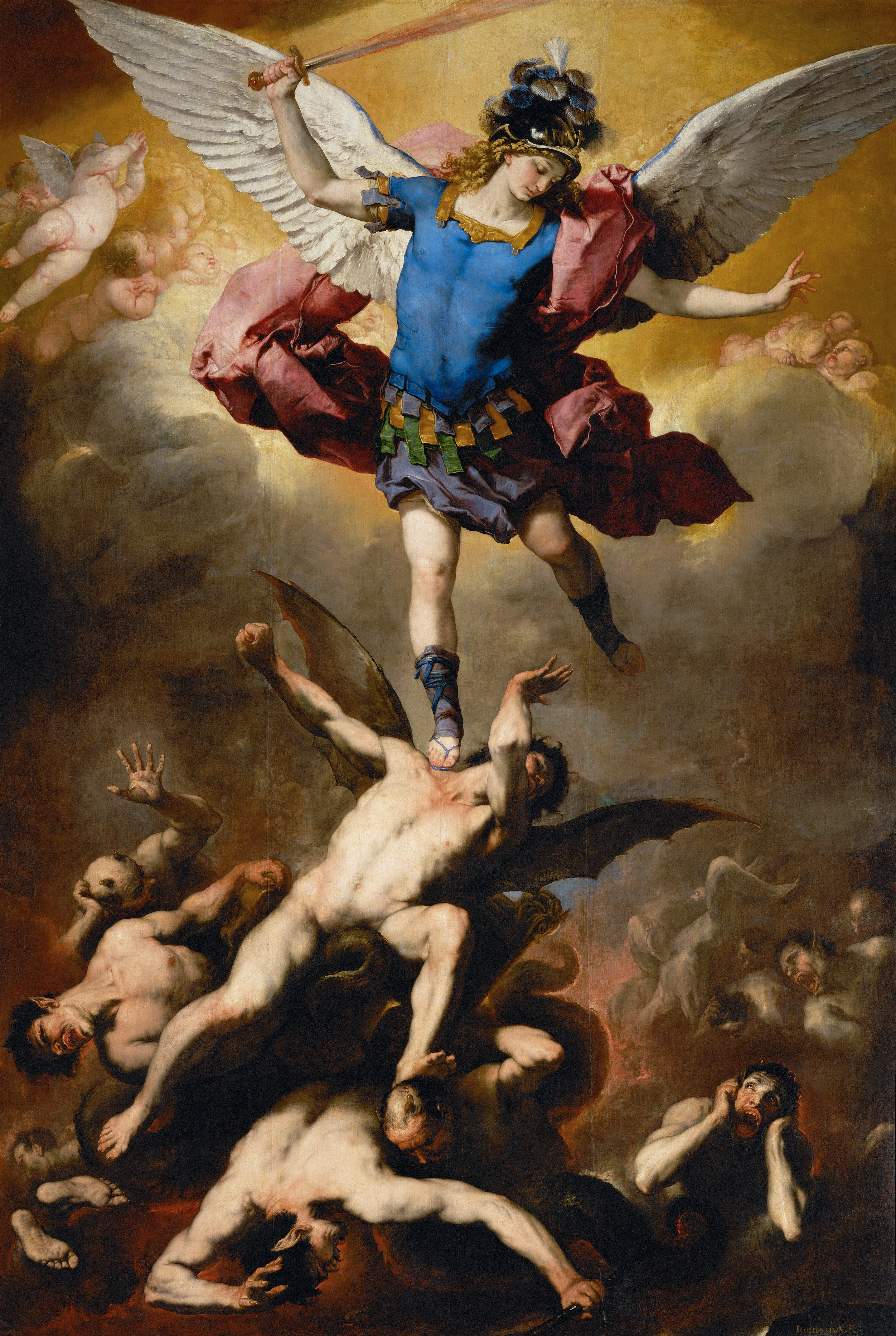
ルカ・ジョルダーノ 反逆天使の墜落 (1666年)
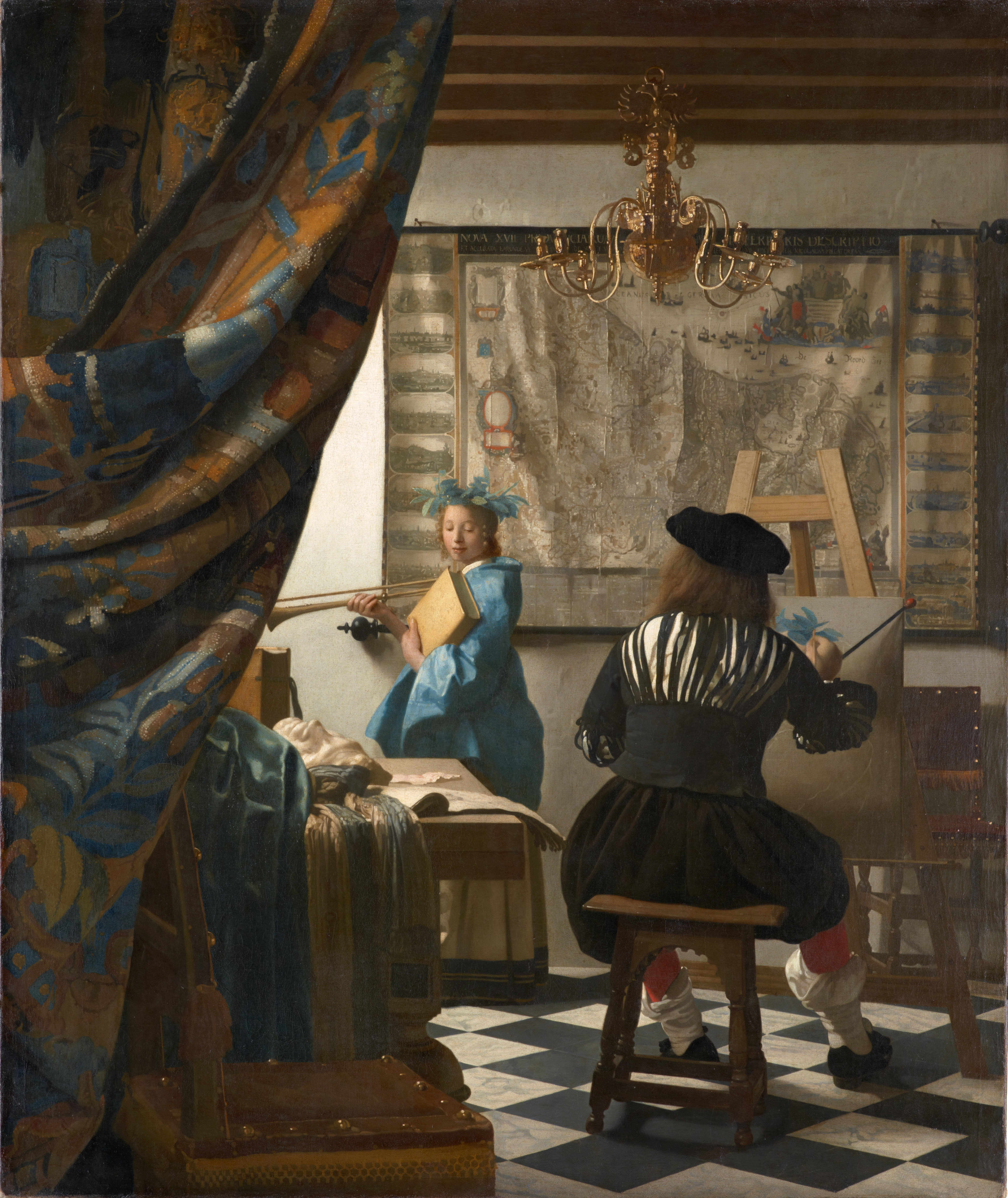
ヨハネス・フェルメール 『絵画芸術』(1667年)